# República Popular da Polónia
A República Popular da Polónia (português europeu) ou República Popular da Polônia (português brasileiro) (em polonês/polaco:  Polska Rzeczpospolita Ludowa, PRL) foi um país da Europa Central que existiu de 1947 a 1989 como o antecessor da moderna República da Polônia. De 1947 a 1952 foi conhecida como República da Polônia (em polonês/polaco:  Rzeczpospolita Polska, RP), e também era conhecido simplesmente como Polônia (em polonês/polaco:  Polska). Com uma população de aproximadamente 37,9 milhões perto do fim da sua existência, era o segundo país socialista e do Bloco Oriental mais populoso da Europa.  Estado unitário com governo marxista-leninista, foi também um dos principais signatários da aliança do Pacto de Varsóvia. A maior cidade e capital oficial desde 1947 foi Varsóvia, seguida pela cidade industrial de Łódź e pela cidade cultural de Cracóvia. O país fazia fronteira com o Mar Báltico ao norte, a União Soviética a leste, a  Tchecoslováquia ao sul e a Alemanha Oriental a oeste.
Um governo socialista foi estabelecido no país após a tomada do território polonês pelo Exército Vermelho da ocupação alemã na Segunda Guerra Mundial. O controlo comunista foi fortalecido através da fraude eleitoral no referendo popular polonês de 1946 e nas eleições parlamentares polonesas de 1947. O Partido Operário Unificado Polaco (PZPR) tornou-se a facção política dominante sob um estado de partido único, mas o país tinha políticas mais liberais do que outros estados socialistas devido à sua localização estratégica na Guerra Fria e à oposição interna. O nome oficial do estado era "República da Polônia" (Rzeczpospolita Polska) entre 1947 e 1952 de acordo com a Pequena Constituição temporária de 1947.  O nome "República Popular" foi introduzido e definido pela Constituição de 1952.
O Ministério da Segurança Pública (UB) e posteriormente o Serviço de Segurança (SB) foram os principais órgãos de inteligência que atuaram como polícia secreta. A organização policial oficial, Milicja Obywatelska (MO), juntamente com os seus esquadrões ZOMO, conduziram vigilância em massa e repressão violenta dos protestos. Os vários crimes cometidos para manter o PZPR no poder, especialmente após a intensificação da Guerra Fria, incluíram o tratamento duro dos manifestantes, a prisão de líderes da oposição e, em casos extremos, execuções,  com cerca de 22.000 pessoas mortas ou desaparecidas. 1947 a 1989. 
Apesar das inúmeras dificuldades econômicas, algumas conquistas foram estabelecidas durante este período, incluindo melhores condições de vida, rápida industrialização e urbanização. O acesso a cuidados de saúde universais, ao aborto e à educação gratuita foram disponibilizados, e a população quase duplicou entre 1947 e 1989. A Polônia também manteve um grande exército permanente, conhecido como Exército Popular Polonês. Além disso, unidades das Forças Armadas Soviéticas também estavam estacionadas na Polônia, como em todos os outros países do Pacto de Varsóvia. 
A República Popular da Polônia foi dissolvida após as Revoluções de 1989 e as eleições presidenciais polacas de 1990, mas a Terceira República Polaca pós-socialista manteve a constituição de 1952, com alterações, até à introdução da atual constituição em 17 de Outubro de 1997, abolindo a estrutura socialista. inteiramente e substituindo por um sistema parlamentar que permanece em vigor até os dias atuais.

## História

### 1945–1956

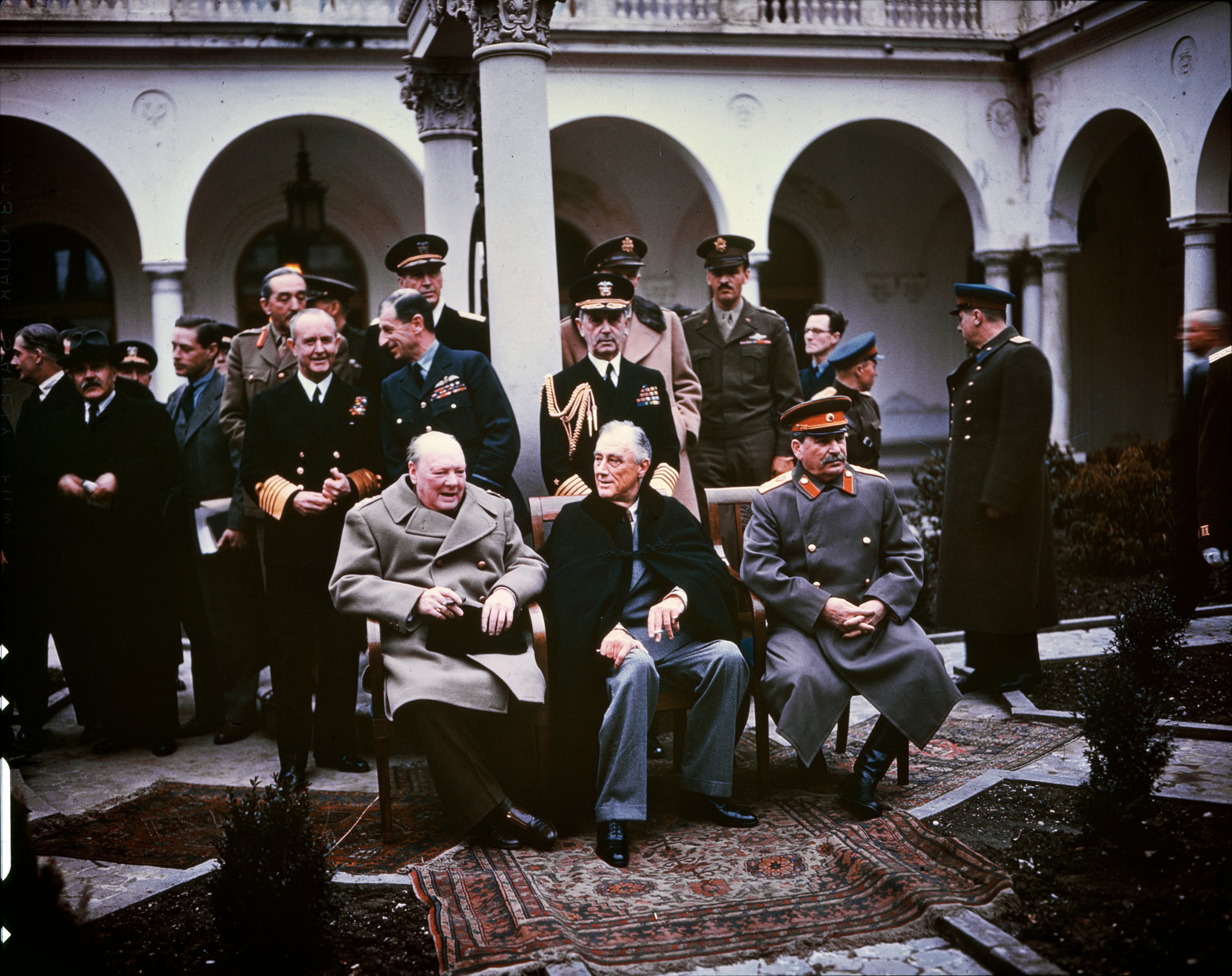
O destino da Polônia foi fortemente discutido na Conferência de Ialta, em Fevereiro de 1945. Josef Stalin, cujo Exército Vermelho ocupou todo o país, apresentou várias alternativas que concederam à Polônia territórios industrializados no oeste, enquanto o Exército Vermelho anexou simultaneamente de forma permanente os territórios polacos no leste, resultando na perda de mais de 20% das suas fronteiras anteriores à guerra. Stalin impôs então à Polónia um governo comunista fantoche após a guerra, trazendo a nação à força para a esfera de influência soviética.

No verão de 1944, o Comitê Polonês de Libertação Nacional foi estabelecido por comunistas polacos apoiados pelos soviéticos para controlar o território retomado da Alemanha Nazista. Em 1 de janeiro de 1945, o comité foi substituído pelo Governo Provisório da República da Polônia, cujos cargos-chave eram ocupados por membros do Partido dos Trabalhadores Polacos. 
Na Conferência de Ialta em fevereiro de 1945, Stalin conseguiu apresentar aos seus aliados ocidentais, Franklin Roosevelt e Winston Churchill, um fato consumado na Polônia. Suas forças armadas ocupavam o país e os comunistas controlavam sua administração. A União Soviética estava em processo de reincorporação das terras a leste da Linha Curzon, que havia invadido e ocupado entre 1939 e 1941. 
Em compensação, foram concedidos à Polónia territórios povoados por alemães na Pomerânia, Silésia e Brandemburgo a leste da linha Oder-Neisse, incluindo a metade sul da Prússia Oriental. Como resultado destas ações, a Polônia perdeu 77.035 km2 de terra em comparação com o seu território pré-Segunda Guerra Mundial. Estas foram confirmadas, enquanto se aguarda uma conferência de paz final com a Alemanha,  na Conferência Tripartida de Berlim, também conhecida como Conferência de Potsdam, em Agosto de 1945, após o fim da guerra na Europa. O Acordo de Potsdam também sancionou a transferência da população alemã para fora dos territórios adquiridos. Stálin estava certo que o novo governo comunista da Polônia seria sua ferramenta para tornar a Polónia um estado satélite, como outros países da Europa Central e Oriental. Ele cortou relações com o governo polaco no exílio em Londres em 1943, mas para apaziguar Roosevelt e Churchill, concordou em Yalta que seria formado um governo de coligação. O Governo Provisório de Unidade Nacional foi estabelecido em junho de 1946, com os comunistas ocupando a maioria dos cargos-chave e, com o apoio soviético, logo ganharam o controle quase total do país. 
Em junho de 1946, o referendo "Três Vezes Sim" foi realizado sobre uma série de questões - abolição do Senado da Polônia, reforma agrária e transformação da linha Oder-Neisse na fronteira ocidental da Polônia. O Ministério do Interior controlado pelos comunistas divulgou resultados mostrando que todas as três questões foram aprovadas de forma esmagadora. Anos mais tarde, porém, foram descobertas provas mostrando que o referendo tinha sido contaminado por fraude em grande escala, e apenas a terceira questão foi realmente aprovada.  Władysław Gomułka aproveitou então uma cisão no Partido Socialista Polaco. Uma facção, que incluía o primeiro-ministro Edward Osóbka-Morawski, queria unir forças com o Partido Camponês e formar uma frente unida contra os comunistas. Outra facção, liderada por Józef Cyrankiewicz, argumentou que os socialistas deveriam apoiar os comunistas na execução de um programa socialista, ao mesmo tempo que se opunham à imposição do governo de partido único. As hostilidades políticas anteriores à guerra continuaram a influenciar os acontecimentos, e Stanisław Mikołajczyk não concordou em formar uma frente unida com os socialistas. Os comunistas aproveitaram estas divisões ao demitir Osóbka-Morawski e nomear Cyrankiewicz primeiro-ministro. 
Entre o referendo e as eleições gerais de janeiro de 1947, a oposição foi alvo de perseguições. Apenas os candidatos do "Bloco Democrático" pró-governo (o PPR, a facção do PPS de Cyrankiewicz e o Partido Democrata) foram autorizados a fazer campanha sem serem molestados. Entretanto, vários candidatos da oposição foram impedidos de fazer campanha. O Partido Popular Polaco (PSL) de Mikołajczyk, em particular, sofreu perseguições; opôs-se à abolição do Senado como um teste de força contra o governo. Embora apoiasse as outras duas questões, o governo dominado pelos comunistas rotulou o PSL de “traidores”. Esta opressão massiva foi supervisionada por Gomułka e pelo presidente provisório, Bolesław Bierut. 

Mudanças nas fronteiras da Polônia após a Segunda Guerra Mundial. Os territórios orientais (Kresy) foram anexados pela União Soviética. Os territórios ocidentais, denominados “Territórios Recuperados”, foram concedidos como reparações de guerra. Apesar das terras ocidentais serem mais industrializadas, a Polónia perdeu 77.035km^{2} e grandes cidades como Lviv e Vilnius.

Os resultados oficiais das eleições mostraram o Bloco Democrata com 80,1% dos votos. O Bloco Democrata obteve 394 cadeiras contra apenas 28 do PSL. Mikołajczyk demitiu-se imediatamente para protestar contra este chamado “resultado implausível” e fugiu para o Reino Unido em Abril, em vez de ser preso. Mais tarde, alguns historiadores anunciaram que os resultados oficiais só foram obtidos através de fraude massiva. Os funcionários do governo nem sequer contaram os votos reais em muitas áreas, simplesmente preencheram os documentos de acordo com as instruções dos comunistas. Em outras áreas, as urnas foram destruídas ou substituídas por urnas contendo votos pré-preenchidos. 
As eleições de 1947 marcaram o início do regime comunista indisfarçável na Polónia, embora não tenha sido oficialmente transformada na República Popular Polaca até à adoção da Constituição de 1952. No entanto, Gomułka nunca apoiou o controle de Stálin sobre os comunistas poloneses e logo foi substituído como líder do partido pelo mais flexível Bierut. Em 1948, os comunistas consolidaram o seu poder, fundindo-se com a facção de Cyrankiewicz do PPS para formar o Partido Operário Unificado Polaco (conhecido na Polónia como "o Partido"), que monopolizaria o poder político na Polónia até 1989. Em 1949, o marechal soviético Konstantin Rokossovsky, nascido na Polônia, tornou-se Ministro da Defesa Nacional, com o título adicional de Marechal da Polónia, e em 1952 tornou-se Vice-Presidente do Conselho de Ministros (vice-primeiro-ministro). 
Nos anos seguintes, a indústria privada foi nacionalizada, as terras confiscadas aos proprietários pré-guerra e redistribuídas aos agricultores das classes mais baixas, e milhões de polacos foram transferidos dos territórios orientais perdidos para as terras adquiridas à Alemanha. A Polônia deveria agora ser alinhada com o modelo soviético de uma “democracia popular” e de uma economia socialista centralmente planificada. O governo também embarcou na coletivização da agricultura, embora o ritmo fosse mais lento do que em outros satélites: a Polónia continuou a ser o único país do Bloco de Leste onde os agricultores individuais dominavam a agricultura. 
Através de um cuidadoso equilíbrio entre acordo, compromisso e resistência – e tendo assinado um acordo de coexistência com o governo comunista – o cardeal primaz Stefan Wyszyński manteve e até fortaleceu a Igreja polaca através de uma série de líderes governamentais falhados. Ele foi colocado em prisão domiciliar de 1953 a 1956 por não punir padres que participaram de atividades antigovernamentais.   
Bierut morreu em março de 1956, e foi substituído por Edward Ochab, que ocupou o cargo por sete meses. Em junho, os trabalhadores da cidade industrial de Poznań entraram em greve, no que ficou conhecido como protestos de 1956 em Poznań. Começaram a levantar-se vozes no Partido e entre os intelectuais apelando a reformas mais amplas do sistema estalinista. Eventualmente, o poder mudou para Gomułka, que substituiu Ochab como líder do partido. Os stalinistas linha-dura foram afastados do poder e muitos oficiais soviéticos que serviam no exército polonês foram demitidos. Isto marcou o fim da era stalinista. 

### Décadas de 1970 e 1980

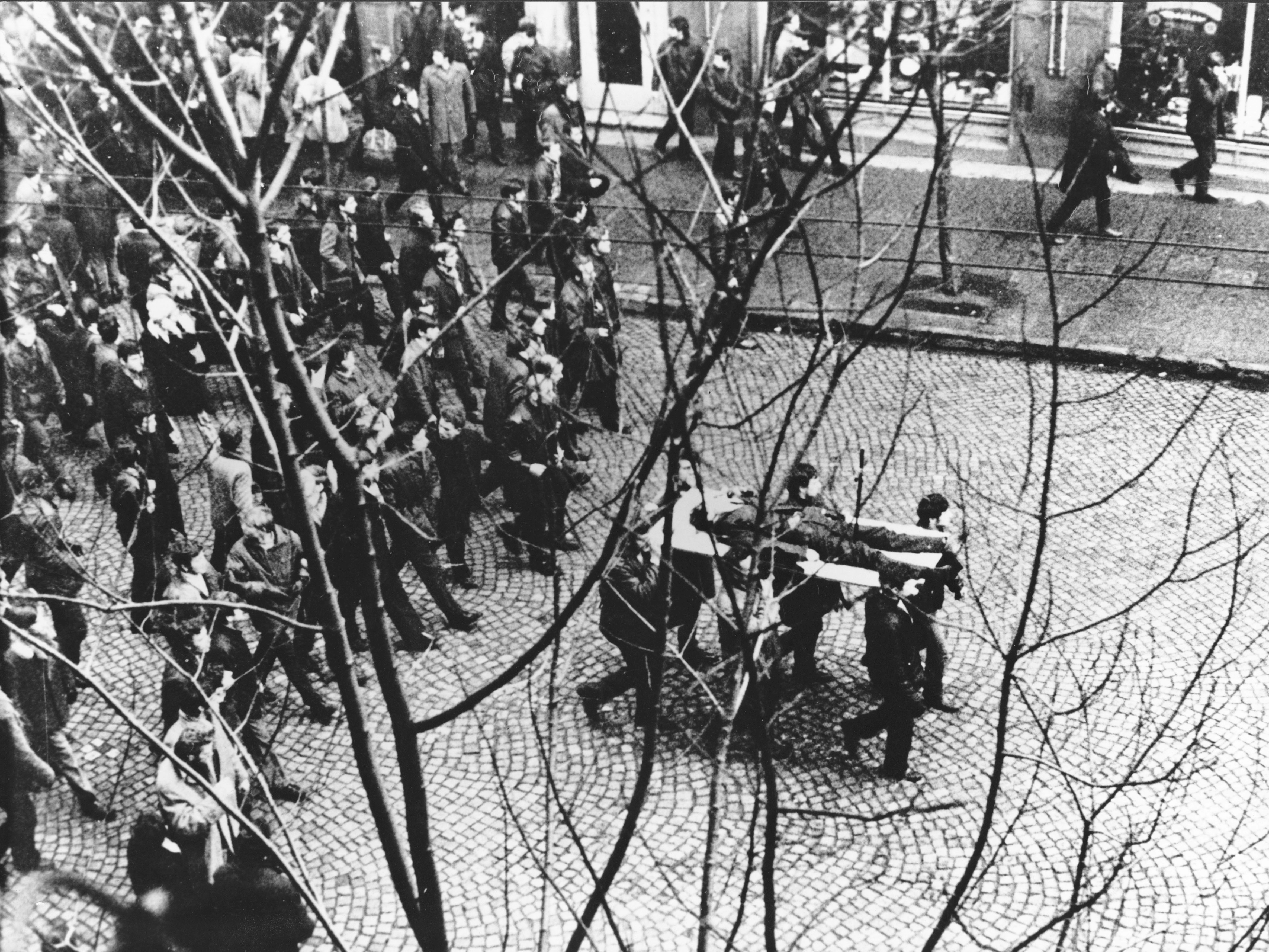
Os protestos polacos de 1970 foram reprimidos pelas autoridades comunistas e pela Milicja Obywatelska. Os tumultos resultaram na morte de 42 pessoas e mais de 1.000 feridos.

Em 1970, o governo de Gomułka decidiu adoptar aumentos maciços nos preços dos bens básicos, incluindo alimentos. Os protestos violentos generalizados resultantes em dezembro do mesmo ano resultaram em várias mortes. Eles também forçaram outra grande mudança no governo, já que Gomułka foi substituído por Edward Gierek como o novo primeiro secretário. O plano de recuperação de Gierek centrava-se em empréstimos maciços, principalmente dos Estados Unidos e da Alemanha Ocidental, para reequipar e modernizar a indústria polaca e para importar bens de consumo para dar aos trabalhadores algum incentivo para trabalhar. Embora tenha impulsionado a economia polaca e ainda seja lembrado como a "Idade de Ouro" da Polónia socialista, deixou o país vulnerável às flutuações económicas globais e ao enfraquecimento ocidental, e as repercussões sob a forma de uma dívida enorme ainda são sentidas na Polónia até hoje. . Esta Idade de Ouro chegou ao fim após a crise energética de 1973. O fracasso do governo Gierek, tanto econômica quanto politicamente, logo levou à criação de oposição na forma de sindicatos, grupos estudantis, jornais e editores clandestinos, livros e jornais importados e até mesmo uma "universidade voadora". 

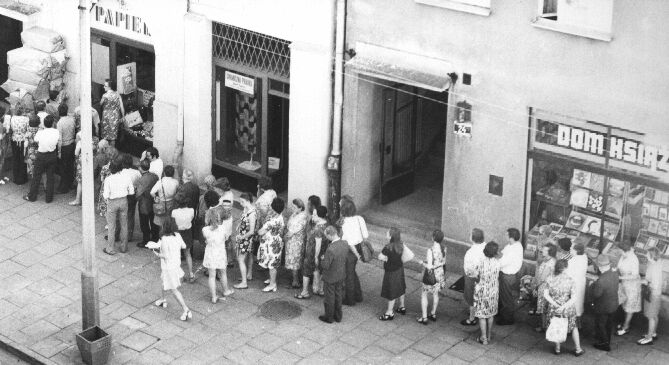
As filas de espera para entrar nos supermercados de Varsóvia e de outras cidades e vilas polacas eram típicas no final da década de 1980. A disponibilidade de alimentos e bens às vezes variava, e o item básico mais procurado era o papel higiênico.

Em 16 de outubro de 1978, o Arcebispo de Cracóvia, Cardeal Karol Wojtyła, foi eleito Papa, assumindo o nome de João Paulo II. A eleição de um Papa polaco teve um efeito electrizante naquela que tinha sido, mesmo sob o regime comunista, uma das nações mais devotas da Europa. Gierek teria dito ao seu gabinete: "Ó Deus, o que vamos fazer agora?" ou, como ocasionalmente relatado, "Jesus e Maria, este é o fim". Quando João Paulo II fez a sua primeira viagem papal à Polónia, em Junho de 1979, meio milhão de pessoas ouviram-no falar em Varsóvia; ele não apelou à rebelião, mas em vez disso encorajou a criação de uma "Polónia alternativa" de instituições sociais independentes do governo, para que quando a próxima crise económica chegasse, a nação apresentasse uma frente unida. 

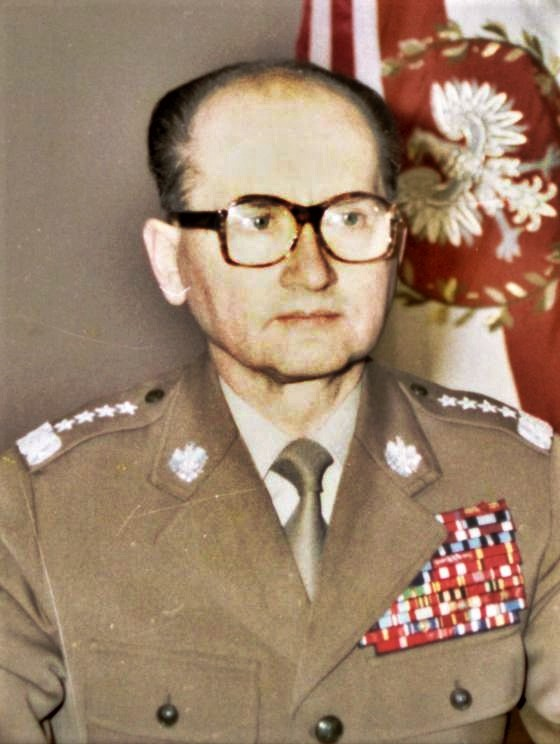
O General Wojciech Jaruzelski serviu como o último líder da República Popular Polonesa de 1981 a 1989

Uma nova onda de greves trabalhistas minou o governo de Gierek e, em setembro, Gierek, que estava com a saúde debilitada, foi finalmente destituído do cargo e substituído como líder do partido por Stanisław Kania. No entanto, Kania não conseguiu encontrar uma resposta para a rápida erosão do apoio ao comunismo na Polónia. A turbulência trabalhista levou à formação do sindicato independente Solidarność (Solidariedade) em setembro de 1980, originalmente liderado por Lech Wałęsa. Na verdade, o Solidariedade tornou-se um amplo movimento social anticomunista que vai desde pessoas associadas à Igreja Católica, até membros da esquerda anti-stalinista. No final de 1981, o Solidariedade tinha nove milhões de membros – um quarto da população da Polónia e três vezes mais do que o PUWP tinha. Kania renunciou sob pressão soviética em outubro e foi sucedido por Wojciech Jaruzelski, que era ministro da Defesa desde 1968 e primeiro-ministro desde fevereiro. 

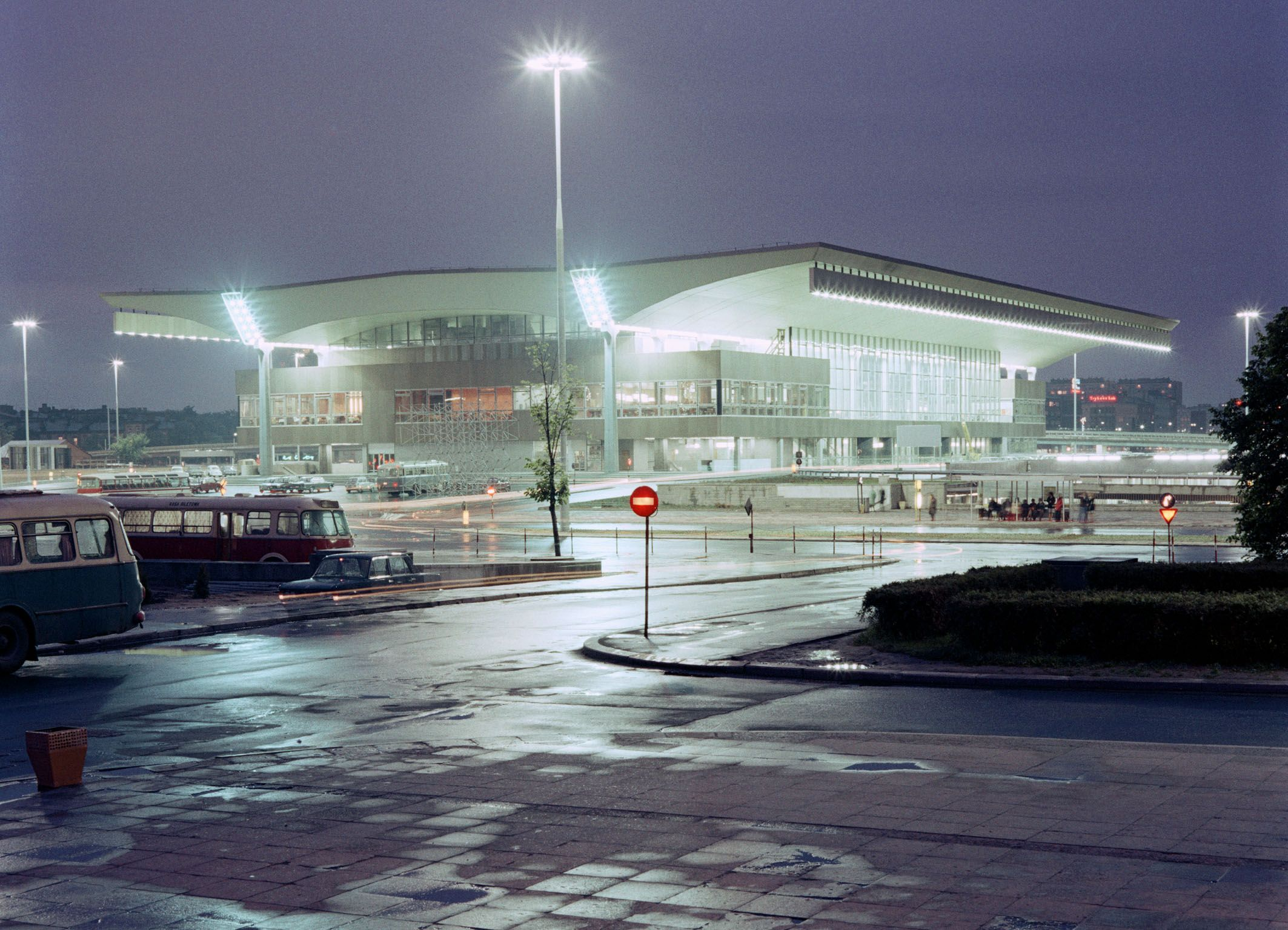
A nova estação ferroviária Warszawa Centralna, em Varsóvia, tinha portas automáticas e escadas rolantes. Foi um projeto emblemático durante o boom económico da década de 1970 e foi considerada a estação mais moderna da Europa no momento da sua conclusão em 1975.

Em 13 de dezembro de 1981, Jaruzelski proclamou a lei marcial, suspendeu o Solidariedade e prendeu temporariamente a maioria de seus líderes. Esta súbita repressão ao Solidarność ocorreu devido ao medo da intervenção soviética (ver reação soviética à crise polaca de 1980-1981 ). O governo então proibiu o Solidariedade em 8 de outubro de 1982. A lei marcial foi formalmente levantada em Julho de 1983, embora muitos controlos reforçados sobre as liberdades civis e a vida política, bem como o racionamento de alimentos, tenham permanecido em vigor até meados da década de 1980. Jaruzelski deixou o cargo de primeiro-ministro em 1985 e tornou-se presidente (presidente do Conselho de Estado).

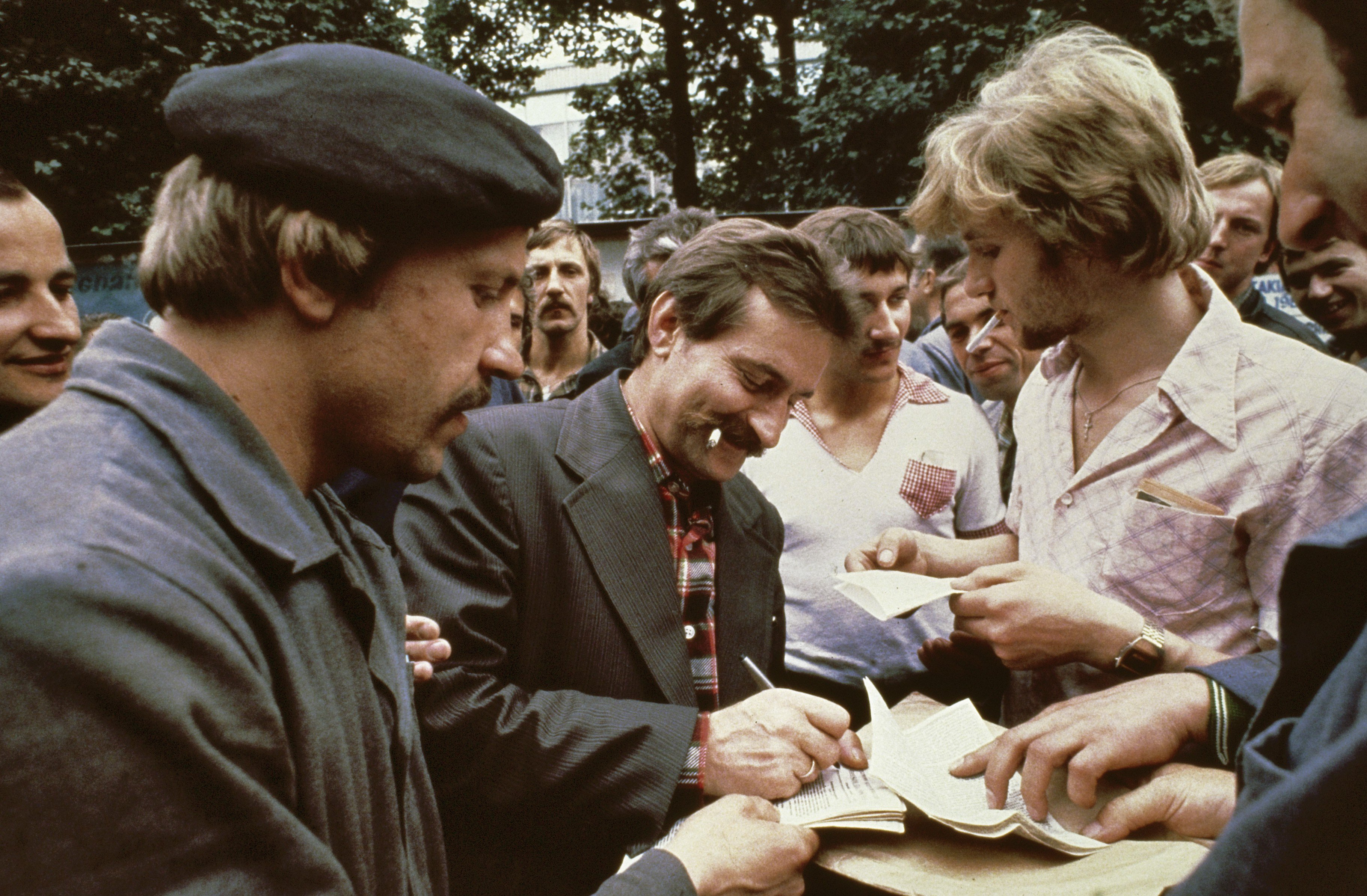
Lech Wałęsa cofundou e liderou o movimento Solidarność que derrubou o governo comunista. Mais tarde, ele se tornou o Presidente da Polônia.

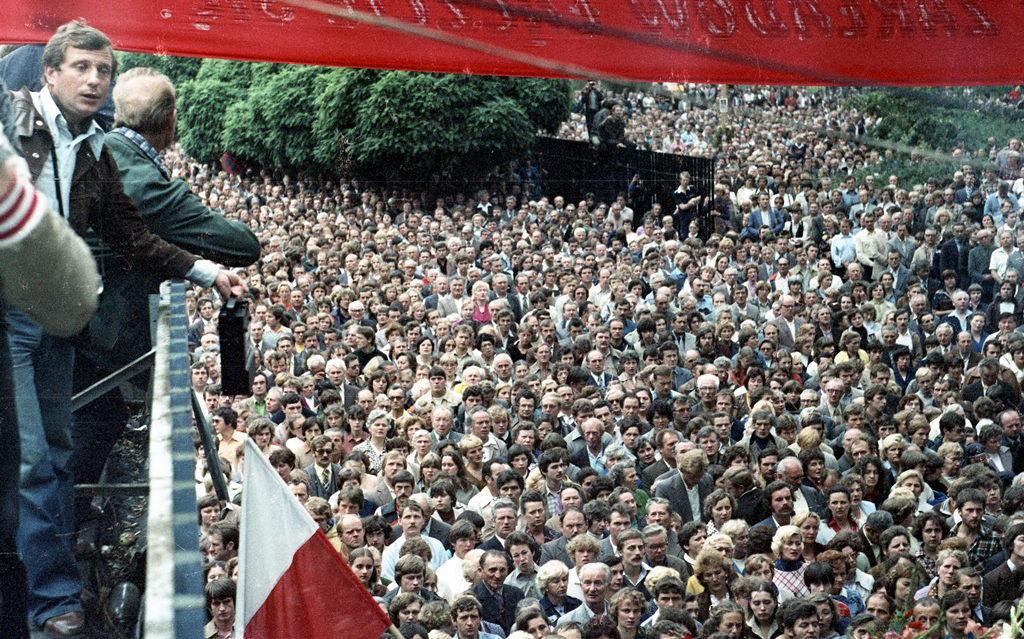
A greve do estaleiro de Gdańsk em 1980 e as subsequentes manifestações de fome no verão de 1981 foram fundamentais para fortalecer a influência do movimento Solidariedade.

Isto não impediu que o Solidarność ganhasse mais apoio e poder. Eventualmente, corroeu o domínio do PUWP, que em 1981 perdeu aproximadamente 85.000 dos seus 3 milhões de membros. Ao longo de meados da década de 1980, o Solidariedade persistiu apenas como uma organização clandestina, mas no final da década de 1980 era suficientemente forte para frustrar as tentativas de reforma de Jaruzelski, e as greves nacionais em 1988 foram um dos fatores que forçaram o governo a abrir um diálogo com o Solidariedade. 
De 6 de fevereiro a 15 de abril de 1989, as negociações de 13 grupos de trabalho em 94 sessões, que ficaram conhecidas como "Mesa Redonda" (Rozmowy Okrągłego Stołu), viram o PUWP abandonar o poder e alterar radicalmente a forma do país. Em Junho, pouco depois dos protestos na Praça da Paz Celestial na China, tiveram lugar as eleições legislativas polacas de 1989. Para sua própria surpresa, o Solidarność conquistou todos os assentos contestados (35%) no Sejm, a câmara baixa do Parlamento, e todos, exceto um, no Senado eleito. 
O Solidarność convenceu os partidos aliados de longa data dos comunistas, o Partido Popular Unido e o Partido Democrático, a mudarem o seu apoio para o Solidarność. Isto praticamente forçou Jaruzelski, que tinha sido nomeado presidente em Julho, a nomear um membro do Solidarność como primeiro-ministro. Finalmente, nomeou um governo de coligação liderado pelo Solidarność, com Tadeusz Mazowiecki como o primeiro primeiro-ministro não comunista do país desde 1948. 
Em 10 de dezembro de 1989, a estátua de Vladimir Lenin foi removida em Varsóvia pelas autoridades polacas. 
O Parlamento alterou a Constituição em 29 de dezembro de 1989 para rescindir formalmente o poder constitucionalmente garantido do PUWP e restaurar a democracia e as liberdades civis. Isto deu início à Terceira República Polaca e serviu de prelúdio às eleições democráticas de 1991 — as primeiras desde 1928. 
O PZPR foi dissolvido em 30 de janeiro de 1990 e Wałęsa foi eleito presidente onze meses depois. O Pacto de Varsóvia foi dissolvido em 1 de julho de 1991 e a União Soviética deixou de existir em dezembro de 1991.  Em 27 de outubro de 1991, ocorreram as eleições parlamentares polonesas de 1991, as primeiras eleições democráticas desde a década de 1920. Isto completou a transição da Polónia de um regime de partido comunista para um sistema político liberal democrático de estilo ocidental. As últimas tropas pós-soviéticas deixaram a Polônia em 18 de Setembro de 1993. Após dez anos de consolidação democrática, a Polônia aderiu à OCDE em 1996, à OTAN em 1999 e à União Europeia em 2004.

## Governo e política

Logotipo do Partido Operário Unificado Polaco

O governo e a política da República Popular Polaca foram dominados pelo Partido Operário Unificado Polaco (Polska Zjednoczona Partia Robotnicza, PZPR). Apesar da presença de dois partidos menores, o Partido Operário Unificado e o Partido Democrático, o país era um estado de partido único porque estes dois partidos eram completamente subservientes aos comunistas e tinham de aceitar o "papel de liderança" do PZPR como condição da sua existência. Foi politicamente influenciado pela União Soviética a ponto de ser seu país satélite, junto com a Alemanha Oriental, a Tchecoslováquia e outros membros do Bloco Oriental. 
A partir de 1952, a lei máxima foi a Constituição da República Popular Polaca, e o Conselho de Estado Polaco substituiu a presidência da Polônia.  As eleições foram realizadas nas listas únicas da Frente de Unidade Nacional. Apesar destas mudanças, a Polônia foi uma das nações comunistas mais liberais e foi o único país comunista do mundo que não tinha quaisquer símbolos comunistas (estrelas vermelhas, espigas de trigo, ou foice e martelo) na sua bandeira e brasão de armas. A Águia Branca fundada pelos monarcas polacos na Idade Média permaneceu como emblema nacional da Polônia; a única característica removida pelos comunistas do desenho pré-guerra foi a coroa, que era vista como imperialista e monarquista. 
A República Popular Polaca manteve um grande exército permanente e hospedou tropas soviéticas no seu território, uma vez que a Polônia era signatária do Pacto de Varsóvia.  O UB e o sucessor do SB foram as principais agências de inteligência que atuaram como polícia secreta. A organização policial oficial, que também era responsável pela manutenção da paz e repressão aos protestos, foi renomeada como Milicja Obywatelska . Os esquadrões de elite ZOMO de Milicja cometeram vários crimes graves para manter os comunistas no poder, incluindo o tratamento severo dos manifestantes, a prisão de líderes da oposição e, em alguns casos, o assassinato.  Segundo Rudolph J. Rummel, pelo menos 22.000 pessoas foram mortas pelo regime durante o seu governo.  Como resultado, a Polônia teve uma elevada taxa de encarceramento, mas uma das taxas de criminalidade mais baixas do mundo. 

### Relações Exteriores

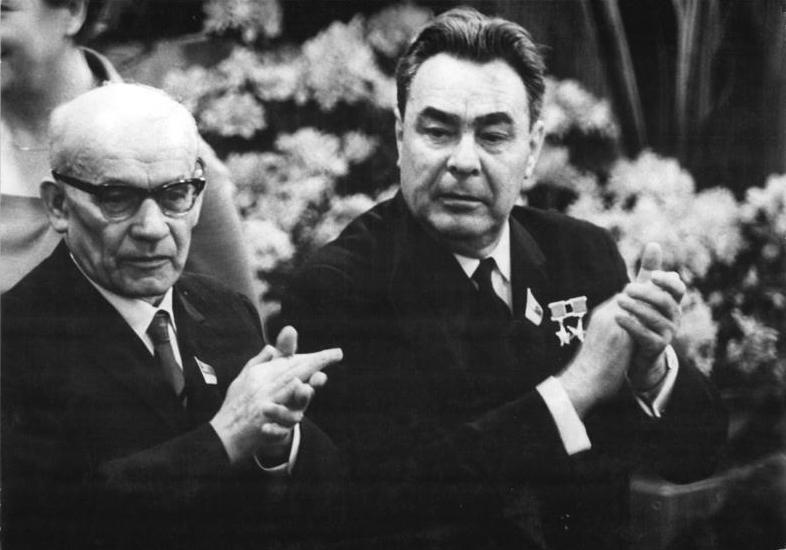
Władysław Gomułka e Leonid Brezhnev em Berlim Oriental, 1967

Durante a sua existência, a República Popular Polaca manteve relações não só com a União Soviética, mas com vários estados comunistas em todo o mundo. Também manteve relações amistosas com os Estados Unidos, o Reino Unido, a França e o Bloco Ocidental, bem como com a República Popular da China. No auge da Guerra Fria, a Polônia tentou permanecer neutra ao conflito entre os soviéticos e os americanos. Em particular, Edward Gierek procurou estabelecer a Polônia como mediadora entre as duas potências na década de 1970. Tanto os presidentes dos EUA como os secretários-gerais ou líderes soviéticos visitaram a Polônia comunista. 
Sob pressão da União Soviética, a Polônia participou na invasão da Tchecoslováquia em 1968. 
As relações da República Popular da Polônia com Israel estavam num nível justo após o Holocausto. Em 1947, a Polónia votou a favor do Plano de Partição das Nações Unidas para a Palestina, que levou ao reconhecimento de Israel pela Polônia em 19 de maio de 1948. No entanto, pela Guerra dos Seis Dias, cortou relações diplomáticas com Israel em Junho de 1967 e apoiou a Organização para a Libertação da Palestina, que reconheceu o Estado da Palestina em 14 de Dezembro de 1988. Em 1989, a Polônia restaurou relações com Israel. 
A República Popular da Polônia participou como membro das Nações Unidas (como membro fundador), do Acordo Geral de Tarifas e Comércio, do Pacto de Varsóvia, do Comecon, da Agência Internacional de Energia, do Conselho da Europa, da Organização para a Segurança e Cooperação na Europa, a Agência Internacional de Energia Atómica e a Interkosmos.

## Economia

### Primeiros anos

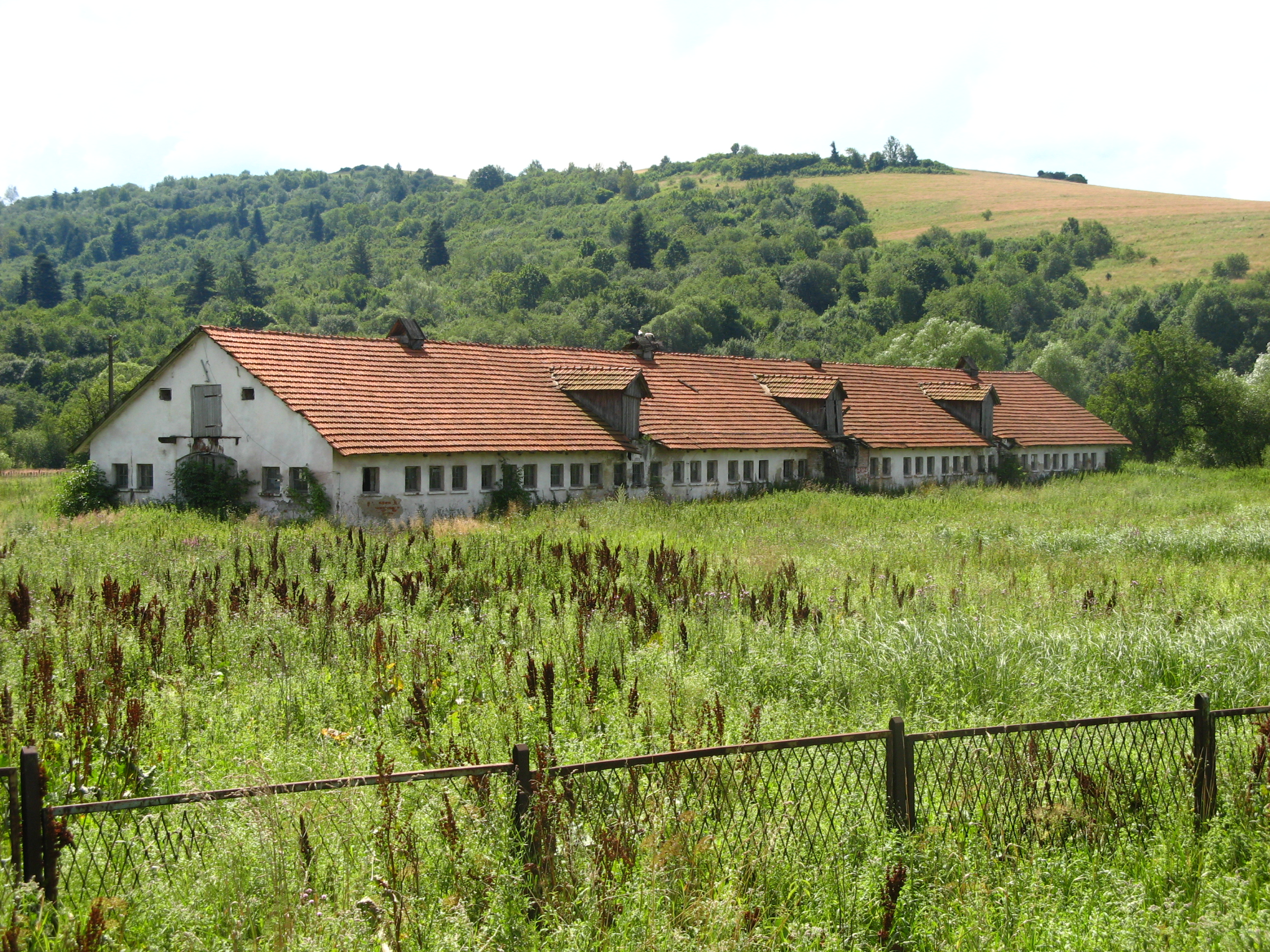
Uma fazenda agrícola estatal abandonada no sudeste da Polónia. As fazendas estatais eram uma forma de agricultura coletiva criada em 1949.

A Polônia sofreu enormes perdas econômicas durante a Segunda Guerra Mundial. Em 1939, a Polônia tinha 35,1 milhões de habitantes, mas o censo de 14 de fevereiro de 1946 mostrou apenas 23,9 milhões de habitantes. A diferença foi parcialmente resultado da revisão das fronteiras. As perdas em recursos e infraestruturas nacionais ascenderam a aproximadamente 38%. A implementação das imensas tarefas envolvidas na reconstrução do país entrelaçou-se com a luta do novo governo pela estabilização do poder, ainda mais difícil pelo facto de uma parte considerável da sociedade desconfiar do governo comunista. A ocupação da Polônia pelo Exército Vermelho e o apoio que a União Soviética demonstrou aos comunistas polacos foram decisivos para que os comunistas ganhassem vantagem no novo governo polaco.

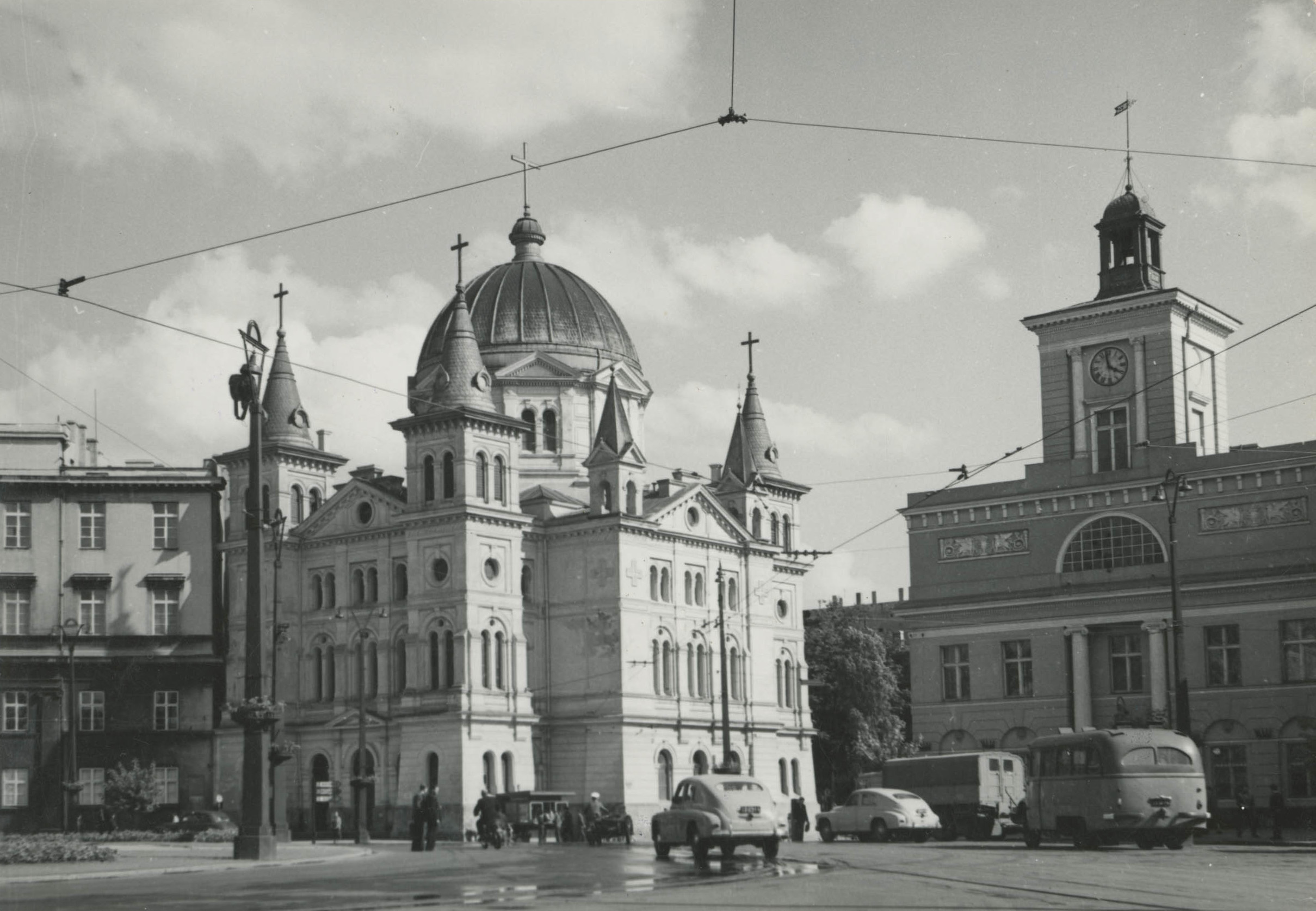
Łódź era a maior cidade da Polônia após a destruição de Varsóvia durante a Segunda Guerra Mundial. Foi também um importante centro industrial na Europa e serviu como capital temporária devido à sua importância econômica na década de 1940.

À medida que o controlo dos territórios polacos passou das forças de ocupação da Alemanha Nazista para as subsequentes forças de ocupação da União Soviética, e da União Soviética para o governo satélite fantoche imposto pelos soviéticos, o novo sistema econômico da Polônia foi imposto à força e começou a mover-se em direção a uma mudança radical., economia comunista centralmente planejada. Um dos primeiros grandes passos nessa direção envolveu a reforma agrícola emitida pelo governo do Comitê Polaco de Libertação Nacional em 6 de Setembro de 1944. Todas as propriedades acima de 0,5 km2 em territórios poloneses pré-guerra e em todo 1km2 nos antigos territórios alemães foram nacionalizados sem compensação. No total, 31.000 km2 de terra foram nacionalizados na Polónia e 5 milhões nos antigos territórios alemães, dos quais 12.000 km2 foram redistribuídos aos agricultores e o restante permaneceu nas mãos do governo (a maior parte disso foi eventualmente usada na coletivização e criação de Fazendas Agrícolas Estatais "PGR" do tipo Sovcoz). No entanto, a coletivização da agricultura polaca nunca atingiu a mesma extensão que atingiu na União Soviética ou noutros países do Bloco de Leste. 

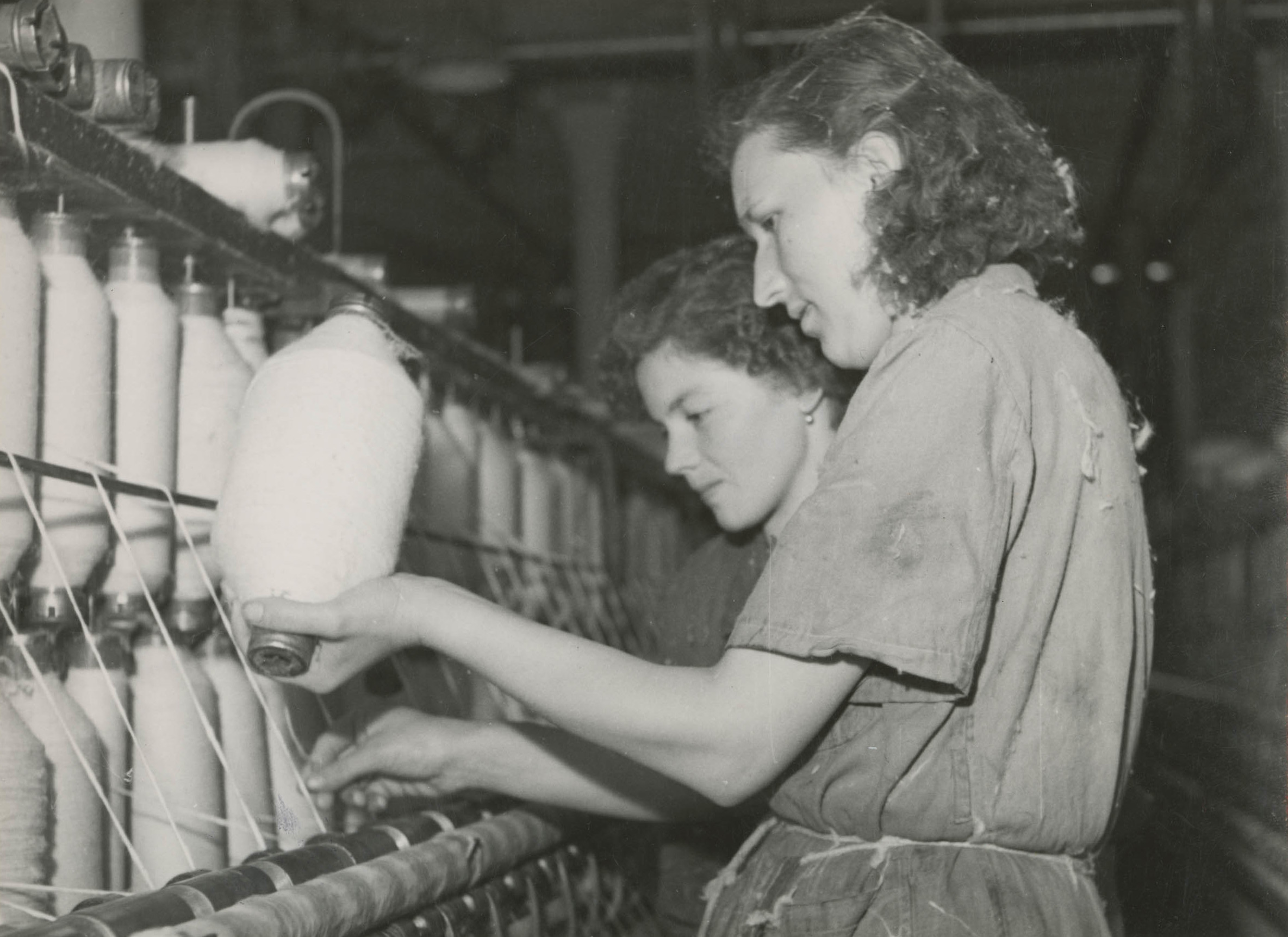
Trabalhadoras têxteis numa fábrica estatal, Łódź, década de 1950

A nacionalização começou em 1944, com o governo pró-soviético assumindo o controle das indústrias nos territórios recém-adquiridos, juntamente com o resto do país. Como a nacionalização era impopular, os comunistas atrasaram a reforma da nacionalização até 1946, quando, após os referendos do 3xTAK, tinham quase certeza de que tinham o controle total do Estado e poderiam desferir um duro golpe em eventuais protestos públicos. Alguma nacionalização semi-oficial de várias empresas privadas também começou em 1944. Em 1946, todas as empresas com mais de 50 empregados foram nacionalizadas, sem qualquer compensação aos proprietários polacos. 
A punição aliada à Alemanha pela guerra de destruição pretendia incluir reparações em grande escala à Polónia. No entanto, estes foram reduzidos à insignificância pela divisão da Alemanha em Oriente e Ocidente e pelo início da Guerra Fria. A Polónia foi então relegada para receber a sua parte da Alemanha Oriental controlada pelos soviéticos. No entanto, mesmo isto foi atenuado, pois os soviéticos pressionaram o governo polaco para deixar de receber as reparações muito antes do previsto, como um sinal de “amizade” entre os dois novos vizinhos comunistas e, portanto, agora amigos.   Assim, sem as reparações e sem o enorme Plano Marshall implementado no Ocidente naquela altura, a recuperação da Polónia no pós-guerra foi muito mais difícil do que poderia ter sido.

### Anos posteriores

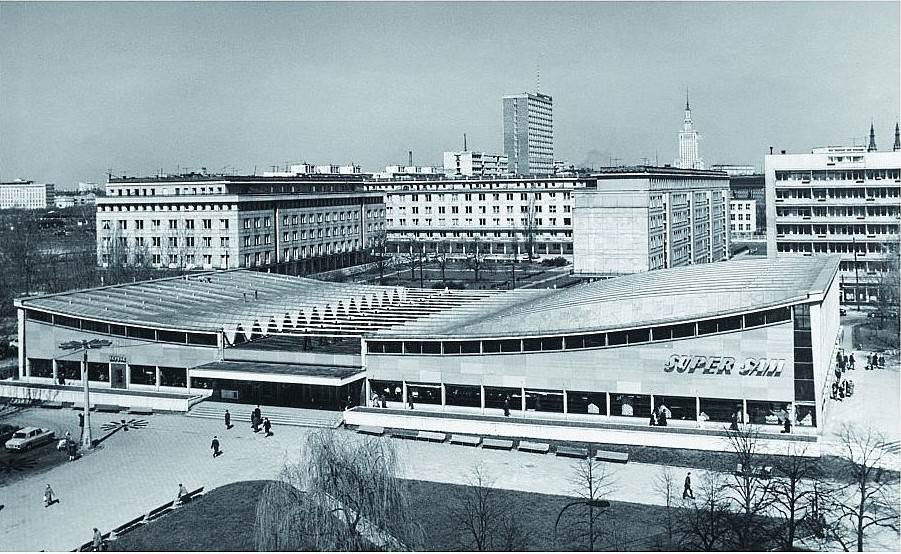
Supersam Varsóvia, o primeiro centro comercial self-service da Polónia, 1969

Durante a era Gierek, a Polónia tomou emprestado grandes somas de credores ocidentais em troca de promessas de reformas sociais e económicas. Nenhuma destas medidas foi concretizada devido à resistência da liderança comunista linha-dura, uma vez que exigiria efectivamente o abandono da economia marxista com planeamento central, empresas estatais e preços e comércio controlados pelo Estado.  Depois de o Ocidente ter recusado conceder novos empréstimos à Polónia, os padrões de vida começaram a cair novamente de forma acentuada, à medida que a oferta de bens importados secou e que a Polónia foi forçada a exportar tudo o que pudesse, especialmente alimentos e carvão, para pagar a sua enorme dívida, que chegaria a US$ 23 bilhões até 1980.
Em 1981, a Polônia notificou o Club de Paris (um grupo de bancos centrais da Europa Ocidental) sobre a sua insolvência e uma série de negociações para o reembolso da sua dívida externa foram concluídas entre 1989 e 1991. 
O partido foi forçado a aumentar os preços, o que levou a mais agitação social em grande escala e à formação do movimento Solidarność. Durante os anos do Solidarność e a imposição da lei marcial, a Polônia entrou numa década de crise económica, oficialmente reconhecida como tal até pelo regime. O racionamento e as filas tornaram-se um modo de vida, com cartões de racionamento (Kartki) necessários para comprar até mesmo produtos básicos de consumo, como leite e açúcar.  O acesso aos bens de luxo ocidentais tornou-se ainda mais restrito, à medida que os governos ocidentais aplicavam sanções econômicas para expressar a sua insatisfação com a repressão governamental da oposição, ao mesmo tempo que o governo tinha de utilizar a maior parte da moeda estrangeira que conseguia obter para pagar a esmagadora taxas sobre sua dívida externa. 

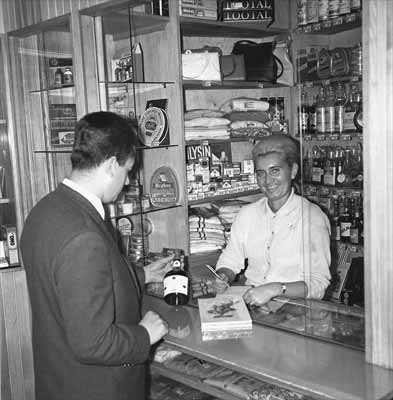
Pewex, uma rede de lojas de moeda forte que vendia bens e itens ocidentais inalcançáveis

Em resposta a esta situação, o governo, que controlava todo o comércio externo oficial, continuou a manter uma taxa de câmbio altamente artificial com as moedas ocidentais. A taxa de câmbio agravou as distorções na economia a todos os níveis, resultando num mercado negro crescente e no desenvolvimento de uma economia de escassez.  A única forma de um indivíduo comprar a maioria dos bens ocidentais era utilizar moedas ocidentais, nomeadamente o dólar americano, que na verdade se tornou uma moeda paralela. No entanto, não poderia simplesmente ser trocado nos bancos oficiais por zlotys, uma vez que a taxa de câmbio do governo subvalorizava o dólar e colocava pesadas restrições ao montante que poderia ser trocado, e assim a única forma prática de obtê-lo era através de remessas ou de trabalho fora. o país. Como resultado, surgiu toda uma indústria ilegal de cambistas de esquina. Os chamados Cinkciarze deram aos clientes uma taxa de câmbio muito melhor do que a oficial e enriqueceram com o seu oportunismo, embora sob o risco de punição, geralmente diminuída pelo suborno em larga escala dos Milicja. 
À medida que a moeda ocidental chegava ao país vinda de famílias de emigrantes e de trabalhadores estrangeiros, o governo, por sua vez, tentou reuni-la por vários meios, mais visivelmente através do estabelecimento de uma cadeia de lojas estatais Pewex e Baltona em todas as cidades polacas, onde as mercadorias só podiam ser compradas. ser comprado com moeda forte. Ele até introduziu sua própria moeda substituta dos EUA (PeKaO em polonês).  Isto era paralelo às práticas financeiras da Alemanha Oriental que geriam os seus próprios selos de racionamento ao mesmo tempo.  A tendência levou a uma situação pouco saudável, em que o principal determinante do estatuto económico era o acesso à moeda forte. Esta situação era incompatível com quaisquer ideais remanescentes do socialismo, que logo foram completamente abandonados a nível comunitário.

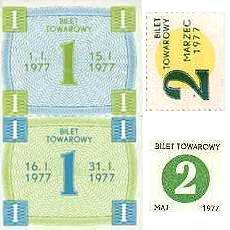
Selos de racionamento de açúcar, 1977

Nesta situação desesperadora, todo o desenvolvimento e crescimento da economia polaca abrandou. Mais visivelmente, o trabalho na maioria dos grandes projectos de investimento iniciados na década de 1970 foi interrompido. Como resultado, a maioria das cidades polacas adquiriu pelo menos um exemplo infame de um grande edifício inacabado que definha num estado de limbo. Embora alguns deles tenham sido concluídos décadas depois, a maioria nunca foi concluída, desperdiçando os recursos consideráveis dedicados à sua construção, como o arranha-céu Szkieletor em Cracóvia. O investimento polaco em infra-estruturas económicas e no desenvolvimento tecnológico caiu rapidamente, garantindo que o país perdesse qualquer terreno que tivesse conquistado em relação às economias da Europa Ocidental na década de 1970. Para escapar às constantes pressões económicas e políticas durante estes anos, e ao sentimento geral de desesperança, muitos provedores de rendimento familiar viajaram para trabalhar na Europa Ocidental, particularmente na Alemanha Ocidental (Wyjazd na saksy).  Durante a época, centenas de milhares de polacos deixaram o país permanentemente e estabeleceram-se no Ocidente, poucos deles regressando à Polónia mesmo após o fim do socialismo na Polónia. Dezenas de milhares de outros foram trabalhar em países que lhes podiam oferecer salários em moeda forte, nomeadamente a Líbia e o Iraque. 

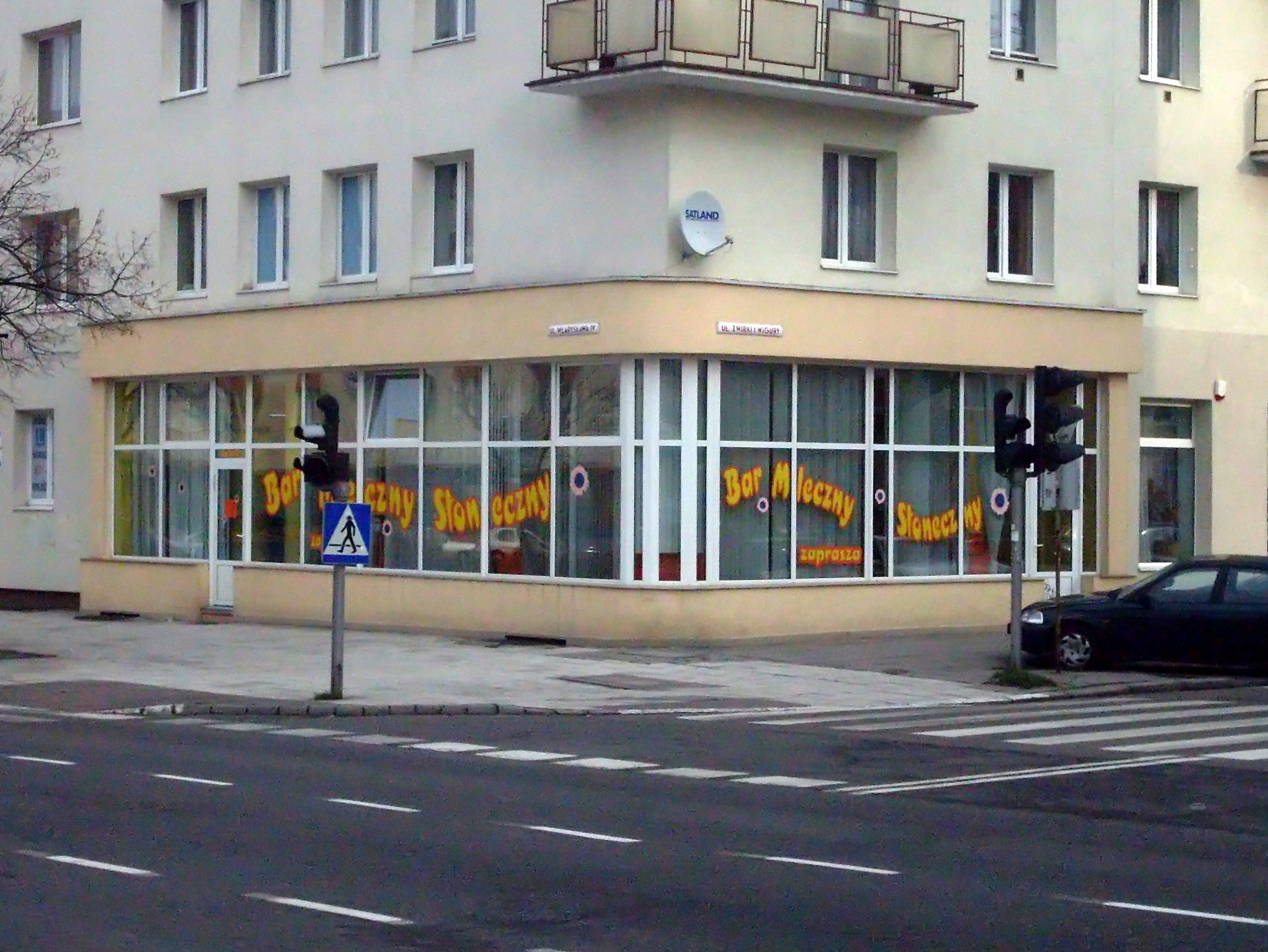
Bar mleczny, um antigo bar de leite em Gdynia. Estas cantinas ofereciam refeições valiosas aos cidadãos de toda a Polónia comunista.

Depois de vários anos em que a situação continuou a piorar, durante os quais o governo socialista tentou, sem sucesso, vários expedientes para melhorar o desempenho da economia – a certa altura recorrendo à colocação de comissários militares para dirigir o trabalho nas fábricas – aceitou, a contragosto, pressões para liberalizar a economia. economia. O governo introduziu uma série de reformas de pequena escala, tais como permitir o funcionamento de mais empresas privadas de pequena escala. No entanto, o governo também percebeu que lhe faltava legitimidade para levar a cabo quaisquer reformas em grande escala, o que inevitavelmente causaria perturbações sociais e dificuldades económicas em grande escala para a maior parte da população, habituada à extensa rede de segurança social que o sistema socialista tinha. oferecido. Por exemplo, quando o governo propôs encerrar o estaleiro de Gdańsk, uma decisão em alguns aspectos justificável do ponto de vista económico, mas também em grande parte político, houve uma onda de indignação pública e o governo foi forçado a recuar. 
A única forma de levar a cabo tais mudanças sem convulsões sociais seria adquirir pelo menos algum apoio do lado da oposição. O governo aceitou a ideia de que seria necessário algum tipo de acordo com a oposição e tentou repetidamente encontrar um terreno comum ao longo da década de 1980. No entanto, nesta altura, os comunistas em geral ainda acreditavam que deveriam manter as rédeas do poder no futuro próximo e apenas permitiam à oposição uma participação consultiva limitada na gestão do país. Eles acreditavam que isto seria essencial para pacificar a União Soviética, que consideravam ainda não estar pronta para aceitar uma Polônia não comunista. 

## Cultura

### Televisão e mídia
As origens da televisão polaca remontam ao final da década de 1930,   no entanto, o início da Segunda Guerra Mundial interrompeu o progresso no estabelecimento de um programa televisivo regular. A primeira grande empresa estatal de televisão, Telewizja Polska, foi fundada após a guerra em 1952 e foi aclamada como um grande sucesso pelas autoridades comunistas.  A data de fundação corresponde ao horário da primeira transmissão televisiva regular, ocorrida às 19h00 CET do dia 25 de outubro de 1952.  Inicialmente, as audições eram transmitidas para um número limitado de telespectadores e em datas definidas, muitas vezes com um mês de intervalo. Em 23 de janeiro de 1953 começaram a aparecer programas regulares no primeiro e único canal, o TVP1.  O segundo canal, TVP2, foi lançado em 1970 e a televisão colorida foi introduzida em 1971. As fontes de informação mais confiáveis na década de 1950 eram os jornais, principalmente o Trybuna Ludu (Tribuna do Povo).
O principal noticiário da República Popular Polonesa por mais de 31 anos foi o Dziennik Telewizyjny. Comumente conhecido pelos telespectadores como Dziennik, foi ao ar nos anos 1958-1989 e foi utilizado pelo Partido Operário Unificado Polaco como uma ferramenta de propaganda para controlar as massas. Transmitido diariamente às 19h30 CET desde 1965, era famoso pelas suas técnicas de manipulação e linguagem emotiva, bem como pelo conteúdo polémico.  Por exemplo, o Dziennik forneceu mais informações sobre notícias mundiais, especialmente acontecimentos negativos, guerra, corrupção ou escândalos no Ocidente. Este método foi usado intencionalmente para minimizar os efeitos dos problemas que ocorriam na Polônia comunista na altura. Com seu formato, o programa compartilhava muitas semelhanças com a Aktuelle Kamera da Alemanha Oriental.  Ao longo da década de 1970, Dziennik Telewizyjny foi assistido regularmente por mais de 11 milhões de telespectadores, aproximadamente em cada terceiro domicílio na República Popular da Polônia.  O longo legado da televisão comunista continua até hoje; a geração mais velha na Polônia contemporânea refere-se a todos os programas de notícias televisivos como "Dziennik" e o termo também se tornou sinônimo de autoritarismo, propaganda, manipulação, mentiras, engano e desinformação. 
Sob a lei marcial na Polônia, a partir de dezembro de 1981, Dziennik foi apresentado por oficiais das Forças Armadas polonesas ou locutores em uniformes militares e transmitido 24 horas por dia.   O tempo de execução também foi estendido para 60 minutos. O programa voltou à sua forma original em 1983.  O público viu esta medida como uma tentativa de militarizar o país sob uma junta militar. Como resultado, vários locutores tiveram dificuldade em encontrar emprego após a queda do comunismo em 1989. 

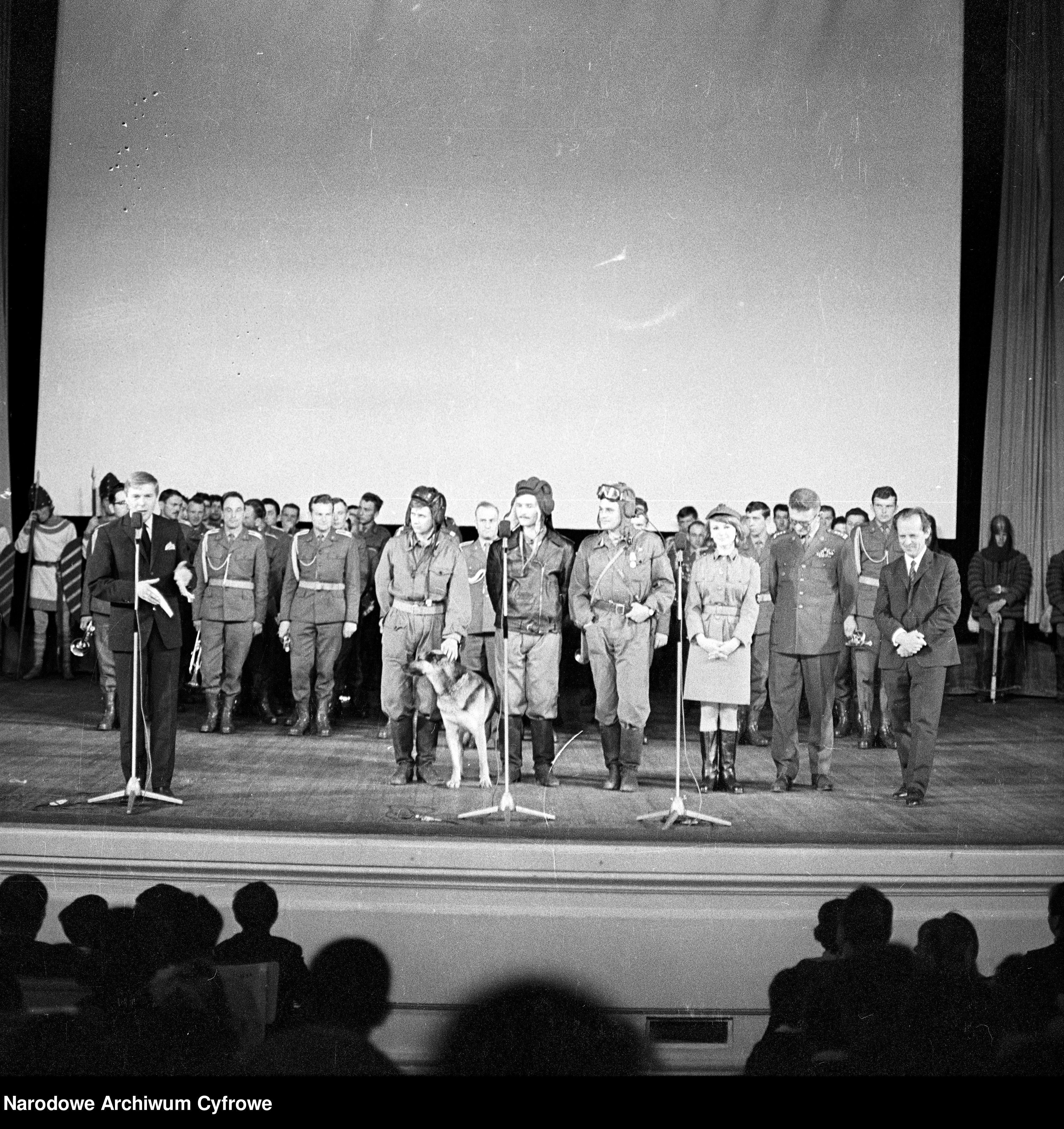
O elenco, a equipe e os criadores da série de TV Four Tank-Men and a Dog em sua estreia no Congress Hall de Varsóvia, 3 de janeiro de 1966.

Apesar da agenda política da Telewizja Polska, as autoridades enfatizaram a necessidade de proporcionar entretenimento aos telespectadores mais jovens sem expor as crianças a conteúdos impróprios. Criado inicialmente na década de 1950, um bloco de desenho animado noturno chamado Dobranocka, voltado para crianças pequenas, ainda hoje é transmitido em um formato diferente.  Entre as animações mais conhecidas das décadas de 1970 e 1980 na Polônia estavam Reksio, Bolek e Lolek, Krtek (polonês: Krecik) e The Moomins.  
Inúmeros programas foram feitos relacionados à história da Segunda Guerra Mundial, como Four Tank-Men and a Dog (1966–1970) e Stakes Larger Than Life com Kapitan Kloss (1967–1968), mas eram puramente fictícios e não baseados em eventos reais.  Os horrores da guerra, a invasão soviética e o Holocausto eram temas tabu, evitados e minimizados sempre que possível.  Na maioria dos casos, os produtores e realizadores foram encorajados a retratar o Exército Vermelho Soviético como uma força amiga e vitoriosa que libertou inteiramente a Polônia do nazismo, do imperialismo ou do capitalismo. O objetivo era fortalecer a amizade artificial polaco-soviética e eliminar qualquer conhecimento dos crimes ou atos de terror cometidos pelos soviéticos durante a Segunda Guerra Mundial, como o massacre de Katyn.  Consequentemente, o público polonês foi mais tolerante com uma série de TV apresentando exclusivamente a história polonesa dos tempos do Reino da Polônia ou da Comunidade Polaco-Lituana.

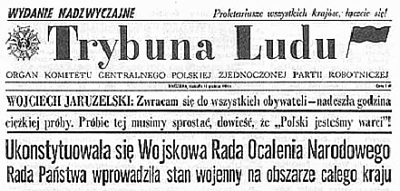
Trybuna Ludu (Tribuna do Povo) era um jornal e meio de propaganda patrocinado pelo governo

Produzidos num país então socialista, os programas continham uma agenda socialista, mas com um tom mais informal e cômico; eles se concentraram na vida cotidiana que era atraente para as pessoas comuns.  Estes incluem Czterdziestolatek (1975–1978), Alternatywy 4 (1986–1987) e Zmiennicy (1987–1988). A ampla gama de temas abordados incluía disputas mesquinhas no bloco de apartamentos, questões de trabalho, comportamento e interação humana, além de comédia, sarcasmo, drama e sátira.  Todos os programas televisivos foram censurados, se necessário, e o conteúdo político foi apagado. Ridicularizar o governo comunista era ilegal, embora a Polónia continuasse a ser o mais liberal dos membros do Bloco de Leste e a censura acabasse por perder a sua autoridade em meados da década de 1980.  A maioria dos programas de televisão e séries produzidos durante a República Popular da Polônia ganharam hoje um estatuto de cult na Polônia, especialmente devido ao seu simbolismo de uma época passada. 

### Cinema

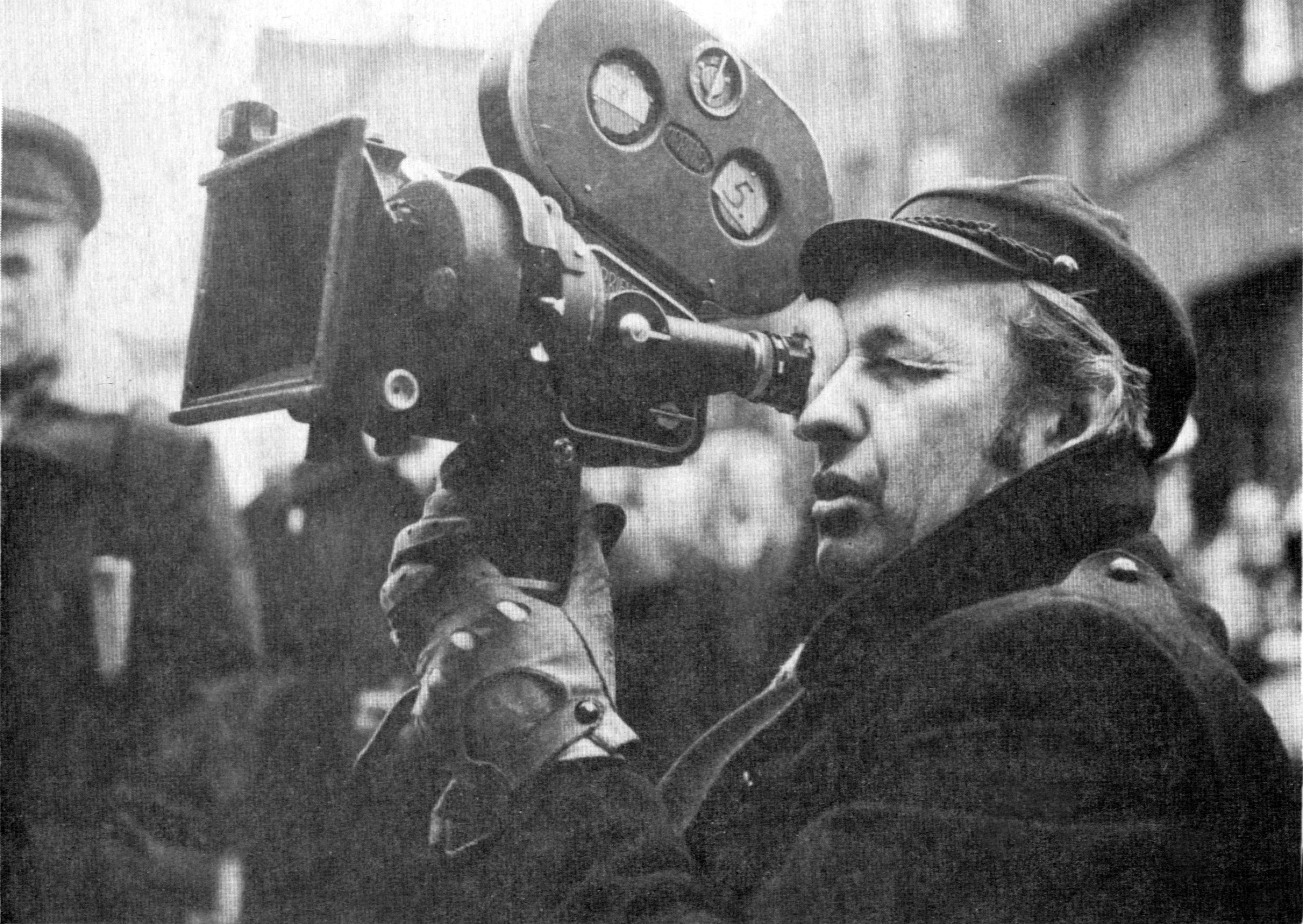
Andrzej Wajda foi uma figura chave na cinematografia polaca durante e após a queda do comunismo

Em novembro de 1945, o recém-formado governo comunista fundou a corporação de produção e distribuição cinematográfica Film Polski e colocou no comando o conhecido cineasta polonês de ascendência judaica Aleksander Ford. A produção do Film Polski foi limitada; apenas treze filmes foram lançados entre 1947 e sua dissolução em 1952, concentrando-se no sofrimento polonês nas mãos dos nazistas durante a Segunda Guerra Mundial para fins de propaganda. Em 1947, a contribuição de Ford para o cinema foi crucial para o estabelecimento da nova Escola Nacional de Cinema em Łódź, onde lecionou durante 20 anos. O primeiro filme produzido na Polônia após a guerra foi Zakazane piosenki (1946), que foi visto por 10,8 milhões de pessoas em sua exibição teatral inicial, quase metade da população da época.  O maior sucesso de Ford foi Krzyżacy de 1960, um dos filmes poloneses mais celebrados e assistidos da história. 

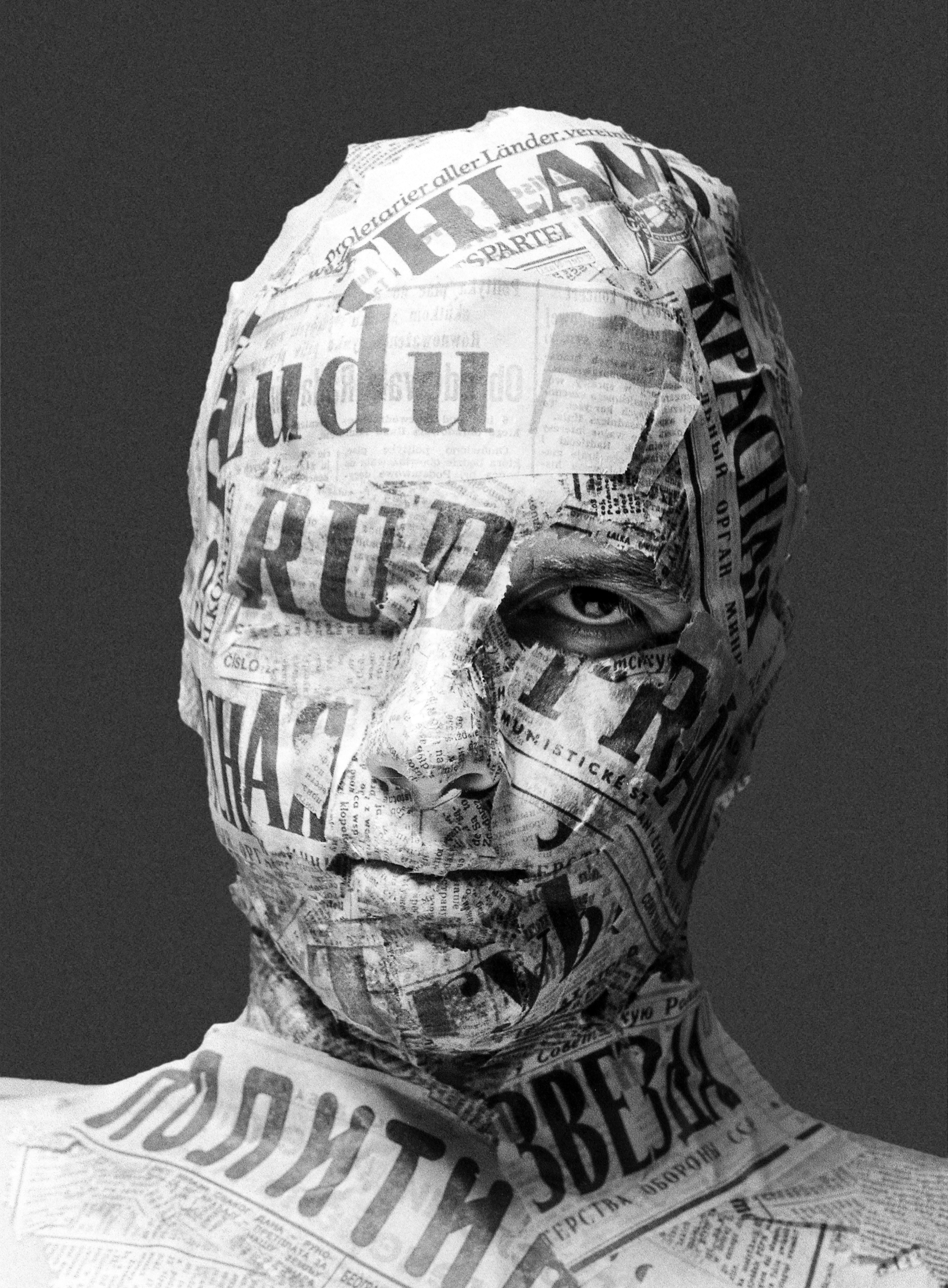
Alegoria da censura comunista, Polônia, 1989. Os jornais visíveis são de todos os países do Bloco Oriental, incluindo a Alemanha Oriental, a União Soviética e a Tchecoslováquia.

A mudança no clima político na década de 1950 deu origem ao movimento Escola de Cinema Polaca, campo de formação de alguns dos ícones da cinematografia mundial. Foi então que cineastas polacos independentes como Andrzej Wajda, Roman Polanski, Wojciech Has, Kieślowski, Zanussi, Bareja e Andrzej Munk dirigiram frequentemente filmes que eram uma sátira política destinada a embrutecer as autoridades comunistas da forma mais suave possível. No entanto, devido à censura, alguns filmes só foram exibidos nos cinemas em 1989, quando o comunismo terminou na Europa Central e Oriental. O Sanatorium pod klepsydrą (1973) foi tão polêmico que o governo comunista proibiu Wojciech Has de dirigir por um período de dez anos.  As autoridades também contrataram ou subornaram críticos de cinema e estudiosos da literatura para avaliarem mal o filme. Os críticos, porém, foram tão ineficazes que por sua vez o filme foi aplaudido no Ocidente e ganhou o Prêmio do Júri no Festival de Cinema de Cannes de 1973. 
O primeiro filme polonês indicado ao Oscar foi Nóż w wodzie de Polanski, em 1963.  Entre 1974 e 1981, os filmes poloneses foram indicados cinco vezes e três consecutivamente de 1974 a 1976.
Filmes notáveis
- Pokolenie
- Popiół i diament
- Noce i dnie
- Potop
- Krzyżacy
- Znachor
- Lalka
- Hrabina Cosel – Anna Constantia von Cosel
- Sól ziemi czarnej
- Westerplatte – Batalha de Westerplatte
- Śmierć prezydenta – Assassinato de Gabriel Narutowicz
- Zamach stanu
- Rejs
- Seksmisja
- Miś
- Jak rozpętałem drugą wojnę światową

### Arquitetura

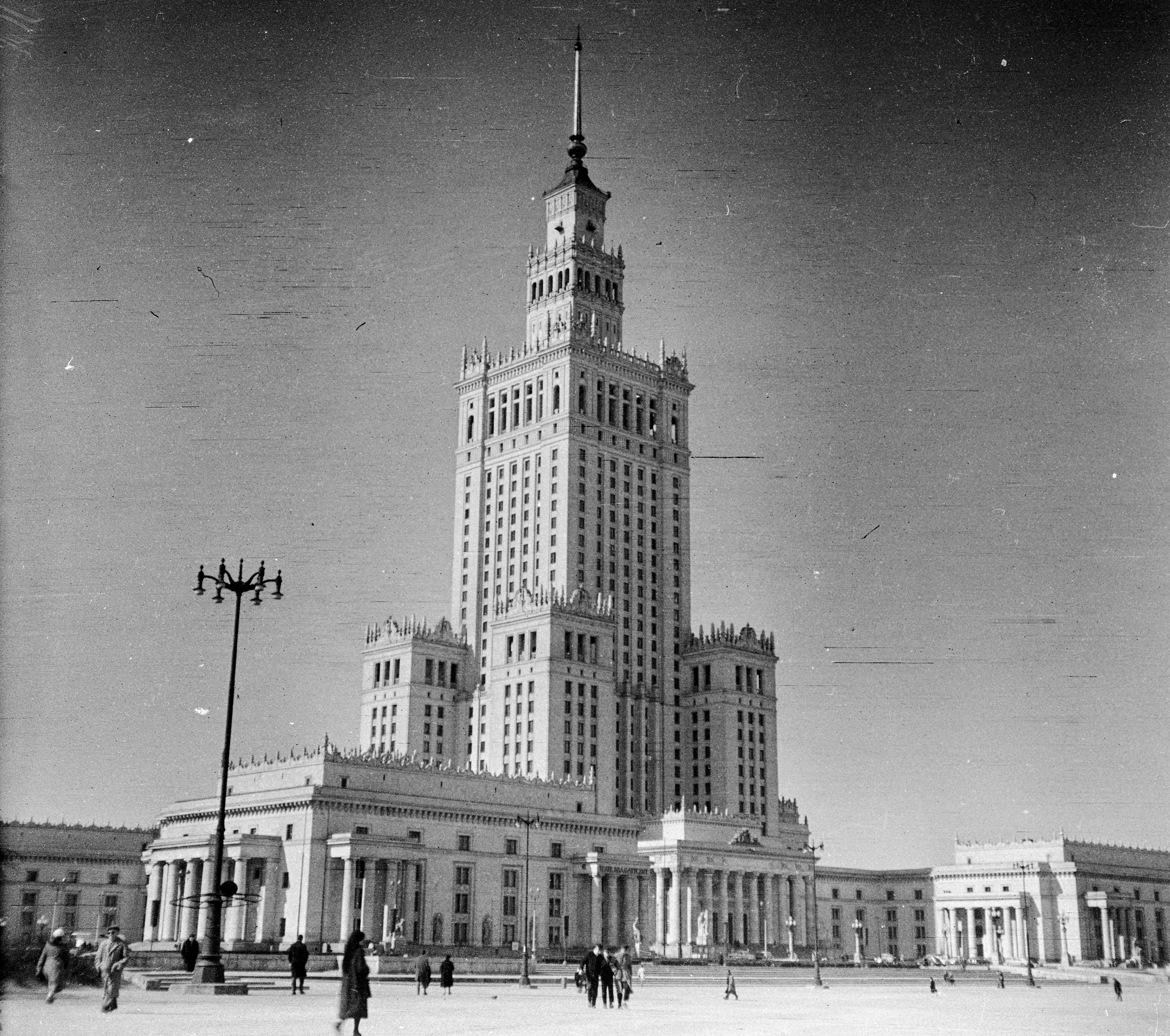
O Palácio da Cultura e Ciência de 237 metros em Varsóvia, construído em 1955. Na altura da sua conclusão era um dos edifícios mais altos da Europa

A arquitetura na Polónia sob a República Popular Polaca teve três fases principais – realismo socialista de curta duração, modernismo e funcionalismo. Cada um destes estilos ou tendências foi imposto pelo governo ou pela doutrina comunista.
Sob o stalinismo no final dos anos 1940 e 1950, os países do Bloco Oriental adotaram o realismo socialista, uma arte realista idealizada e monumental destinada a promover os valores comunistas, como a emancipação do proletariado.  Este estilo tornou-se alternativamente conhecido como estilo do Império Stalinista devido à sua grandeza, tamanho excessivo e mensagem política (um estado poderoso) que tentava transmitir. Esta forma cara lembrava muito uma mistura de arquitetura classicista e Art Déco, com arcadas, cornijas decoradas, mosaicos, portões e colunas forjadas.   Foi nesse estilo que os primeiros arranha-céus foram erguidos nos estados comunistas. Estaline quis assegurar que a Polónia permaneceria sob o jugo comunista e ordenou a construção de um dos maiores edifícios da Europa na época, o Palácio da Cultura e da Ciência em Varsóvia. Com a permissão das autoridades polacas que não ousaram objetar, a construção começou em 1952 e durou até 1955.  Foi considerado um “presente da União Soviética ao povo polaco” e com 237 metros de altura foi um marco impressionante para os padrões europeus.  Com suas proporções e forma deveria mediar entre as Sete Irmãs em Moscou e o Empire State Building em Nova York, mas com estilo possui detalhes arquitetônicos tradicionalmente poloneses e Art Déco.  

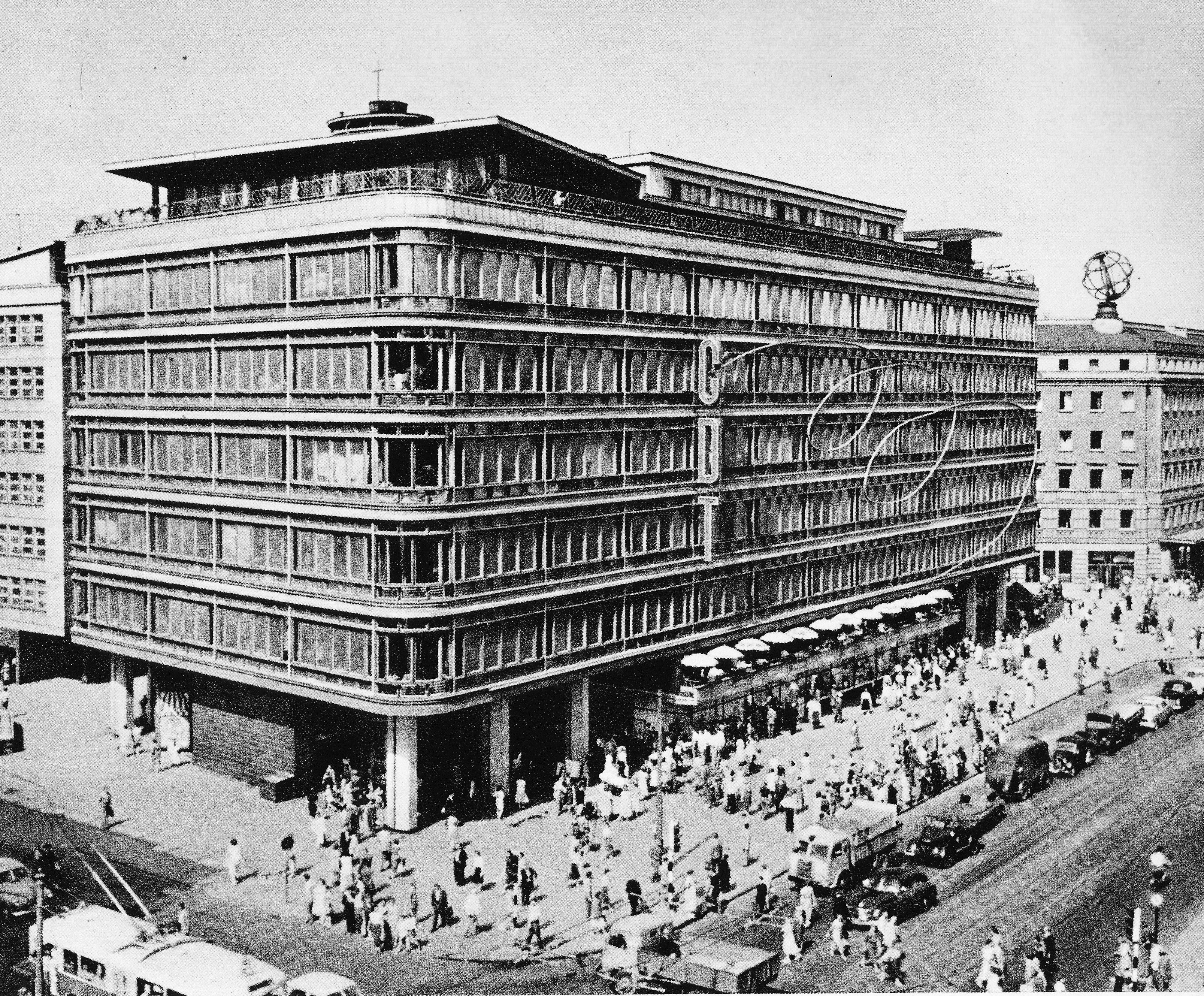
Loja de departamentos Smyk, década de 1960

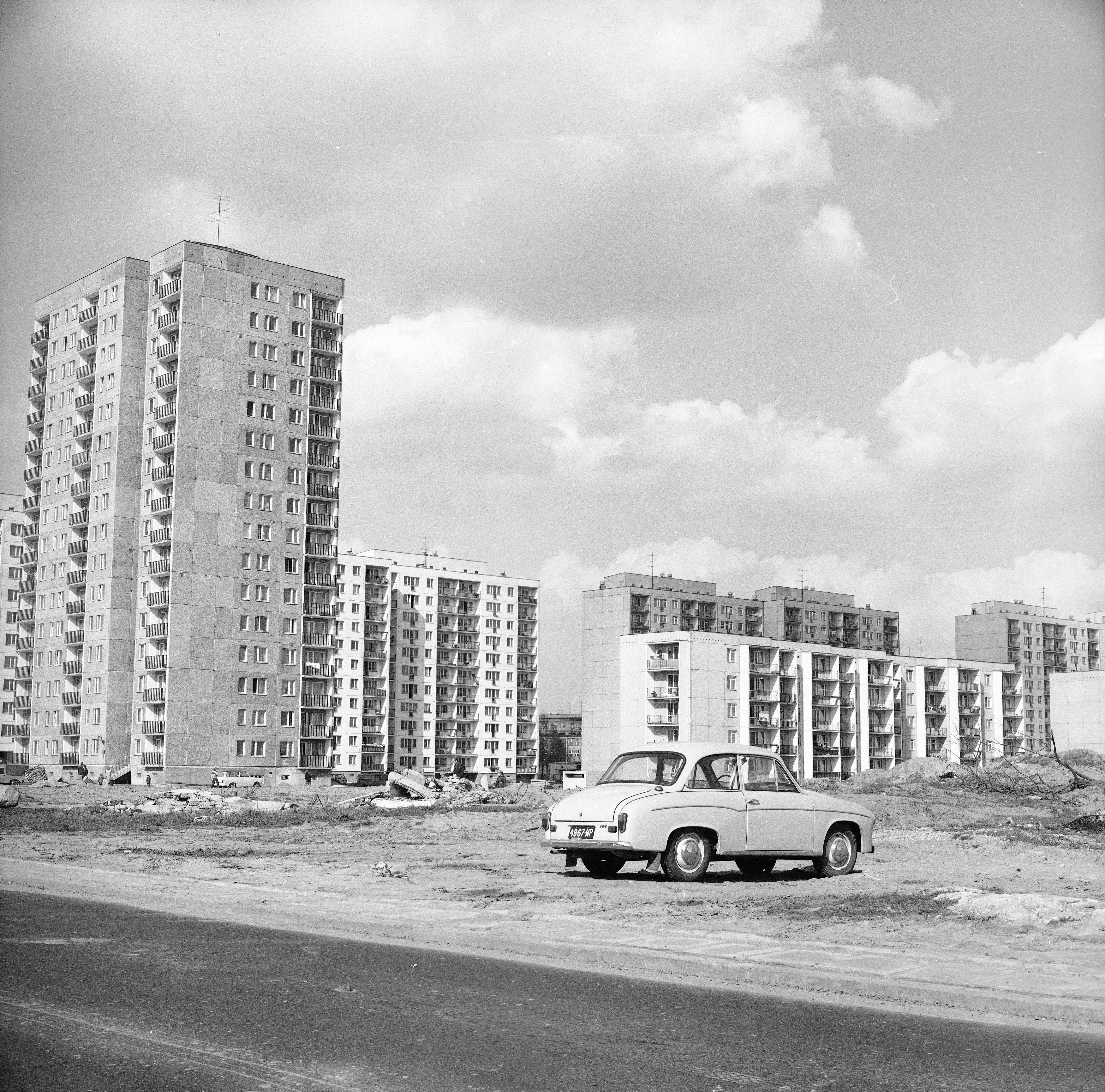
Conjunto habitacional Domaniewska (com um FSO Syrena em primeiro plano) em Varsóvia, abril de 1977. A maioria dos blocos de apartamentos construídos entre as décadas de 1960 e 1990 usava grandes painéis

Após o Outubro Polaco de 1956, o conceito de realismo socialista foi condenado. Foi então que a arquitetura modernista foi promovida globalmente, com designs simplistas feitos de vidro, aço e concreto. Devido às extravagâncias anteriores, a ideia do funcionalismo (servindo para um propósito) foi incentivada por Władysław Gomułka. A pré-fabricação era vista como uma forma de construir blocos de torres ou plattenbau de maneira eficiente e ordenada.  Uma grande influência neste tipo de arquitetura foi o arquiteto e designer suíço-francês Le Corbusier.  Blocos de apartamentos residenciais multifamiliares pré-fabricados em massa começaram a aparecer na Polónia na década de 1960 e a sua construção continuou até ao início da década de 1990, embora os primeiros exemplos de unidades habitacionais multifamiliares na Polónia remontem à década de 1920.  O objectivo era urbanizar rapidamente as zonas rurais, criar espaços entre quarteirões individuais para espaços verdes e reassentar pessoas de distritos mais pobres e densamente povoados para melhorar as condições de vida. Os blocos de apartamentos na Polónia, vulgarmente conhecidos como bloki, foram construídos segundo os padrões da Alemanha Oriental e da Checoslováquia, ao lado de lojas de departamentos, pavilhões e espaços públicos. Em 2017, 44% dos poloneses residiam em blocos construídos entre as décadas de 1960 e 1980. 
Algumas conquistas arquitetônicas inovadoras foram feitas durante a República Popular, mais notavelmente a reconstrução de Varsóvia com seu centro histórico e a conclusão da estação ferroviária Warszawa Centralna na década de 1970, sob o patrocínio pessoal de Edward Gierek. Quando concluído, era o edifício de estação ferroviária mais moderno   daquela parte da Europa e estava equipado com portas automáticas de vidro e escadas rolantes, uma visão improvável nos países comunistas.  Outro exemplo de puro modernismo tardio foi a loja de departamentos Smyk, construída em 1952, quando o realismo socialista ainda estava em vigor; foi criticado por sua aparência, pois se assemelhava aos estilos e motivos da Segunda República Polonesa capitalista do pré-guerra. 

### Educação

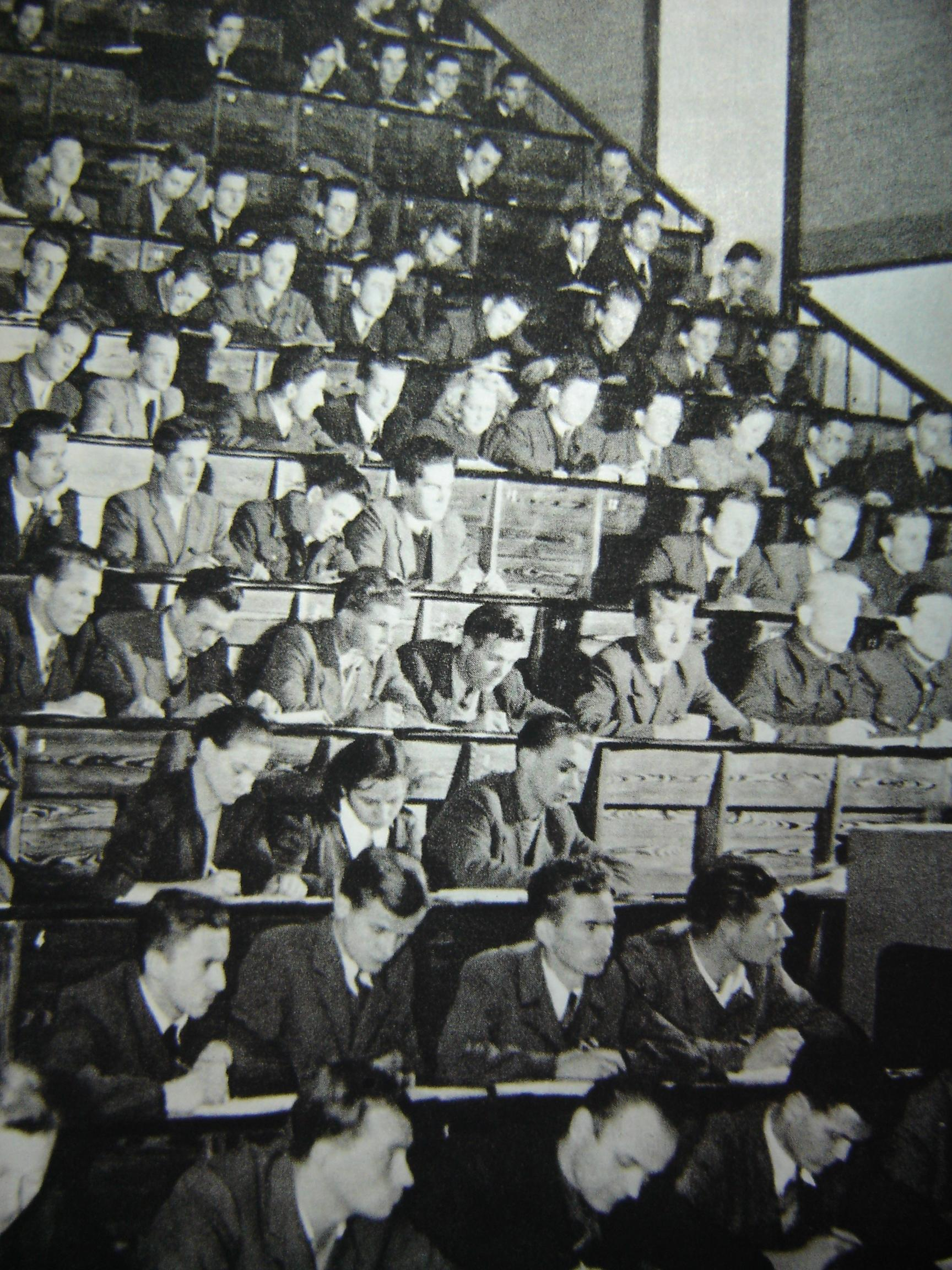
Estudantes universitários poloneses durante palestra, 1964

As autoridades comunistas colocaram ênfase na educação, uma vez que consideravam vital criar uma nova intelectualidade ou uma classe educada que aceitasse e favorecesse as ideias socialistas em detrimento do capitalismo para manter os comunistas no poder por um longo período.
Antes da Segunda Guerra Mundial, a educação na Segunda República Polonesa capitalista (1918-1939) tinha muitas limitações e não estava prontamente disponível para todos, embora sob a reforma de Jędrzejewicz de 1932 a escola primária tenha se tornado obrigatória. Além disso, o sistema educativo pré-guerra estava em desordem; muitas instalações educacionais eram muito mais acessíveis nas regiões ocidentais e centrais da Polónia, mais ricas, do que no leste rural (Kresy), particularmente na região da Polésia, onde havia uma grande escola por 100 km2.  As escolas também precisavam desesperadamente de funcionários, tutores e professores antes de 1939. 
Após as eleições legislativas polacas de 1947, os comunistas assumiram o controlo total da educação na recém formada República Popular Polaca. Todas as escolas privadas foram nacionalizadas, disciplinas que pudessem questionar a ideologia socialista (economia, finanças) foram supervisionadas ou ajustadas e os estudos religiosos foram completamente retirados do currículo (secularização). 

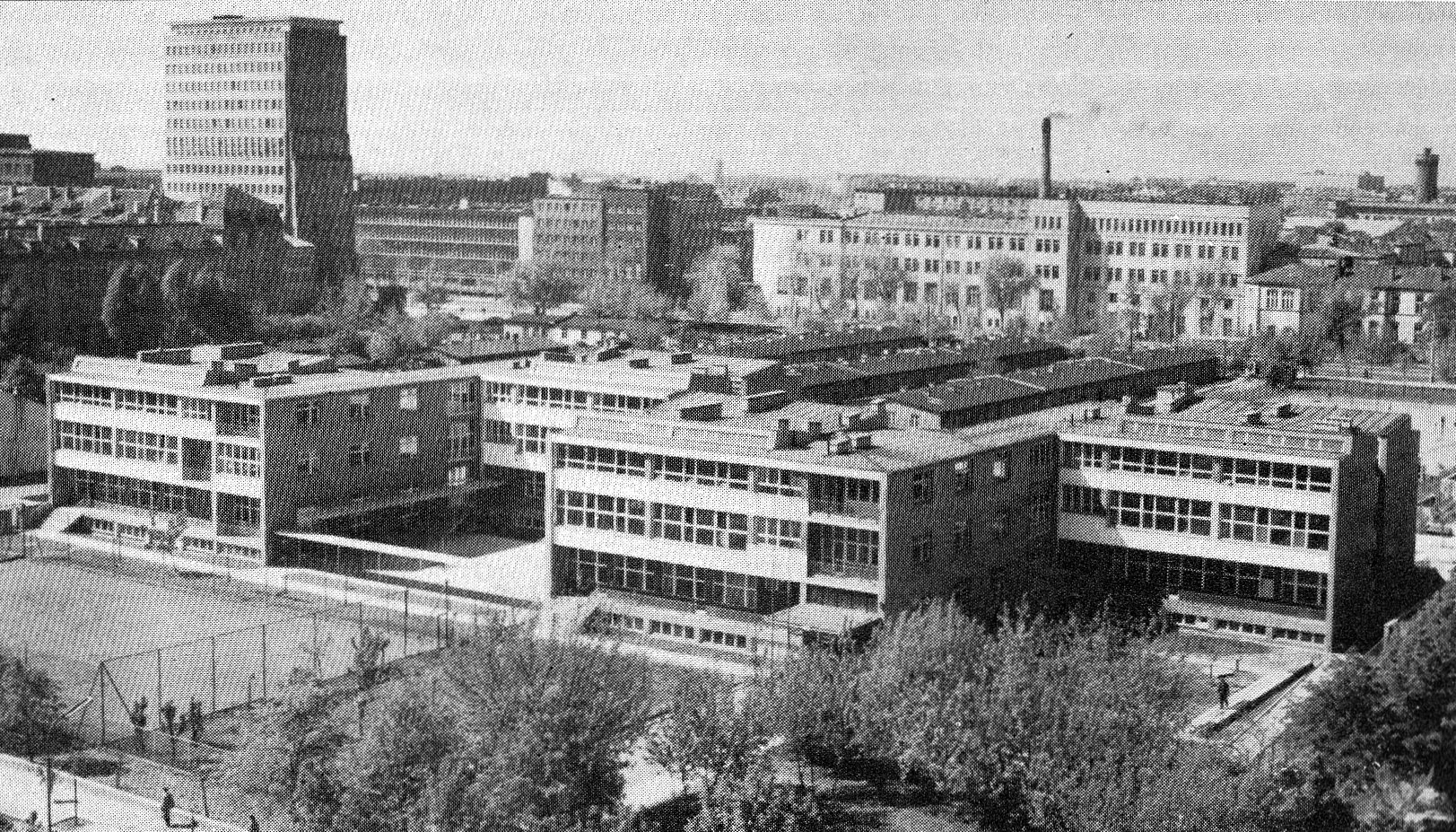
Uma das muitas escolas construídas no centro de Varsóvia na década de 1960

O ensino primário, bem como o secundário, o terciário, o profissional e o superior foram tornados gratuitos. A frequência cresceu gradativamente, o que acabou com o analfabetismo nas áreas rurais. O governo comunista também introduziu novos conteúdos benéficos no sistema; o desporto e a educação física foram aplicados e os alunos foram incentivados a aprender línguas estrangeiras, especialmente alemão, russo ou francês e, a partir da década de 1980, também inglês. Em 15 de julho de 1961, a formação profissional de dois anos tornou-se obrigatória para aumentar o número de trabalhadores qualificados e a idade mínima de graduação aumentou para 15 anos. Além disso, foram criadas escolas especiais para crianças surdas, mudas e cegas. Tais instituições para deficientes eram quase inexistentes na Segunda República Polaca. Durante a década de 1960, milhares de escolas modernas foram fundadas. 
O número de universidades quase dobrou entre 1938 e 1963. As faculdades de medicina, agricultura, economia, engenharia e desporto tornaram-se faculdades separadas, sob um modelo comunista universal usado em outros países do Bloco de Leste. As faculdades teológicas foram consideradas desnecessárias ou potencialmente perigosas e, portanto, foram retiradas das universidades estatais. A filosofia também era vista como supérflua. A fim de fortalecer a economia polaca do pós-guerra, o governo criou muitas faculdades de trabalho comum em todo o país, incluindo laticínios, pesca, alfaiataria, química e mecânica para alcançar uma melhor produção económica juntamente com a eficiência. Contudo, em 1980, o número de diplomados nas escolas primárias e secundárias era tão elevado que foram introduzidas cotas de admissão nas universidades. 

## Religião

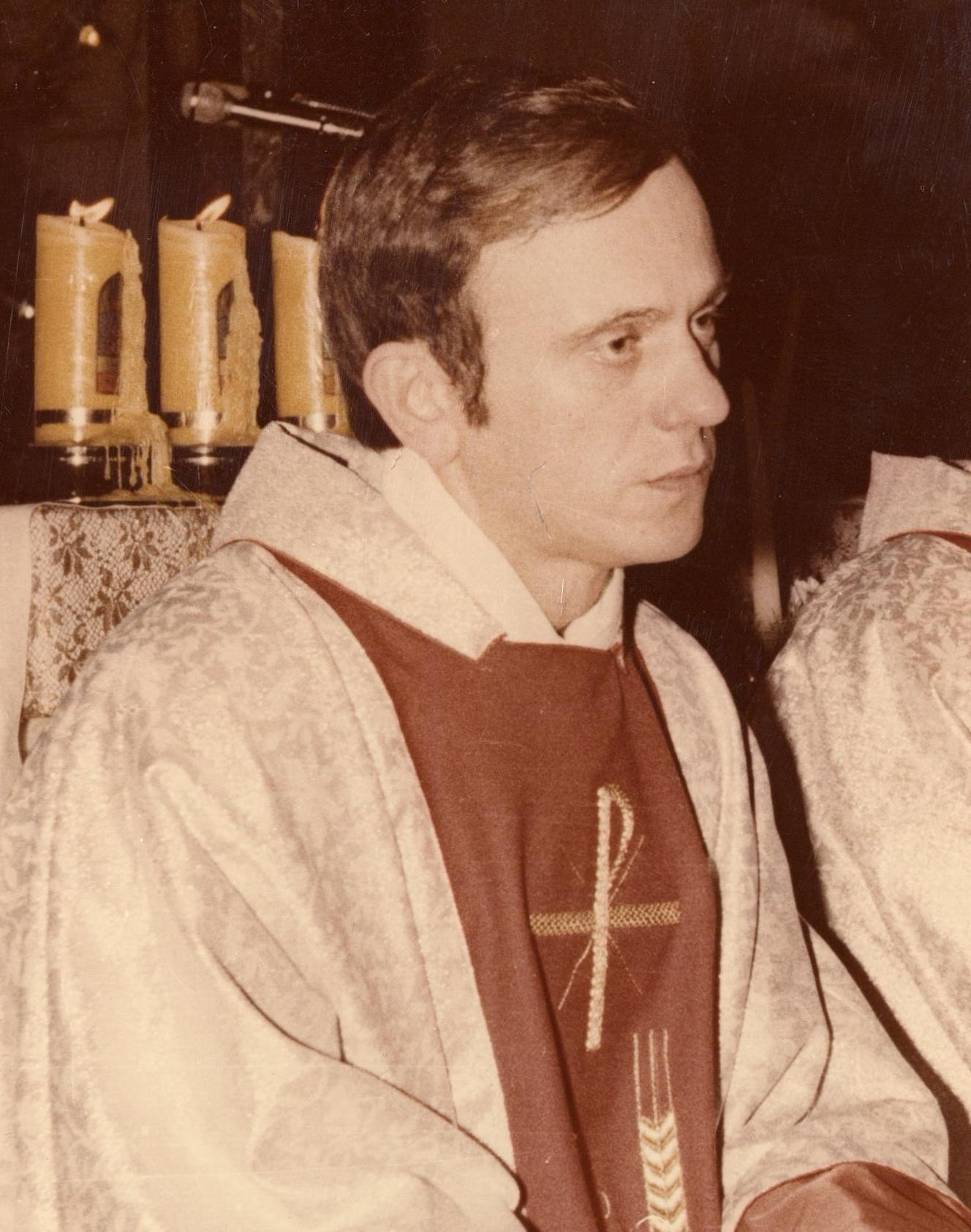
Jerzy Popiełuszko foi um padre católico romano que apoiou a oposição anticomunista. Foi assassinado pelo Serviço de Segurança “SB” do Ministério da Administração Interna.

As experiências durante e após a Segunda Guerra Mundial, em que a grande população étnica polaca foi dizimada, a sua minoria judaica foi aniquilada pelos alemães, a grande minoria alemã foi expulsa à força do país no final da guerra, juntamente com a perda dos territórios orientais, que tinham uma população significativa de bielorrussos e ucranianos ortodoxos orientais, fizeram com que a Polônia se tornasse mais homogeneamente católica do que antes. 
A campanha anti-religiosa polaca foi iniciada pelo governo comunista na Polônia que, sob a doutrina do marxismo, defendeu activamente a privação de direitos da religião e planeou o ateísmo.   A Igreja Católica, como religião da maioria dos polacos, era vista como uma rival que competia pela lealdade dos cidadãos pelo governo, que tentou suprimi-la.  Para este efeito, o estado comunista conduziu propaganda anti-religiosa e perseguição de clérigos e mosteiros.  Como na maioria dos outros países comunistas, a religião não foi proibida como tal (com exceção da Albânia comunista) e foi permitida pela constituição, mas o estado tentou alcançar uma sociedade ateísta.
A Igreja Católica na Polônia proporcionou forte resistência ao domínio comunista e a própria Polónia teve uma longa história de dissidência ao domínio estrangeiro.  A nação polaca uniu-se à Igreja, como tinha ocorrido na vizinha Lituânia, o que tornou mais difícil para o governo impor as suas políticas anti-religiosas como tinha feito na URSS, onde a população não mantinha solidariedade em massa com a Igreja Ortodoxa Russa. Tornou-se o órgão anticomunista mais forte durante a época do comunismo na Polônia e proporcionou uma resistência mais bem sucedida do que os organismos religiosos na maioria dos outros estados comunistas. 
A Igreja Católica condenou inequivocamente a ideologia comunista.  Isto levou a que a actividade anti-religiosa na Polónia fosse obrigada a adoptar uma linha mais cautelosa e conciliatória do que noutros países comunistas, falhando em grande parte na sua tentativa de controlar ou suprimir a Igreja Polaca. 
O Estado tentou assumir o controlo de igrejas minoritárias, incluindo a Igreja Protestante Polaca e a Igreja Ortodoxa Polaca, a fim de usá-las como arma contra os esforços anticomunistas da Igreja Católica Romana na Polónia, e tentou controlar a pessoa que foi nomeada como Metropolita da Igreja Ortodoxa Polonesa; O Metropolita Dionizy (o chefe do POC no pós-guerra) foi preso e aposentado do serviço após sua libertação. 
Seguindo com a conversão forçada dos católicos orientais na URSS à Ortodoxia, o governo polaco apelou à Igreja Ortodoxa na Polónia para assumir o  "cuidado pastoral" dos católicos orientais na Polónia. Após a remoção do Metropolita Dionizy da liderança da Igreja Ortodoxa Polonesa, o Metropolita Macário foi colocado no comando. Ele era do oeste da Ucrânia (anteriormente leste da Polônia) e que ali desempenhou um papel fundamental na conversão compulsória dos católicos orientais à ortodoxia. As forças de segurança polacas ajudaram-no a suprimir a resistência na tomada do controlo das paróquias católicas orientais.  Muitos católicos orientais que permaneceram na Polónia após os ajustes nas fronteiras do pós-guerra foram reassentados na Polónia Ocidental, nos territórios recém-adquiridos da Alemanha. O estado na Polónia concedeu ao POC um número maior de privilégios do que a Igreja Católica Romana na Polónia; o estado até deu dinheiro a esta Igreja, embora muitas vezes não cumprisse os pagamentos prometidos, levando a uma crise financeira perpétua para o POC.

## Demografia

Um gráfico demográfico que ilustra o crescimento populacional entre 1900 e 2010. A taxa de natalidade mais elevada ocorreu durante a Segunda República Polaca e, consequentemente, durante a República Popular Polaca.

Antes da Segunda Guerra Mundial, um terço da população da Polônia era composta por minorias étnicas. Depois da guerra, no entanto, a maioria das minorias da Polônia desapareceu, devido à revisão das fronteiras em 1945 e ao Holocausto. Sob o Gabinete Nacional de Repatriamento (Państwowy Urząd Repatriacyjny), milhões de polacos foram forçados a deixar as suas casas na região oriental de Kresy e a estabelecerem-se nos antigos territórios alemães ocidentais. Ao mesmo tempo, aproximadamente 5 milhões de alemães restantes (cerca de 8 milhões já haviam fugido ou sido expulsos e cerca de 1 milhões foram mortos em 1944-1946) foram igualmente expulsos desses territórios para as zonas de ocupação aliadas. As minorias ucranianas e bielorrussas encontravam-se agora maioritariamente dentro das fronteiras da União Soviética; aqueles que se opuseram a esta nova política (como o Exército Insurreto Ucraniano na região das Montanhas Bieszczady) foram suprimidos no final de 1947 na Operação Vístula.  

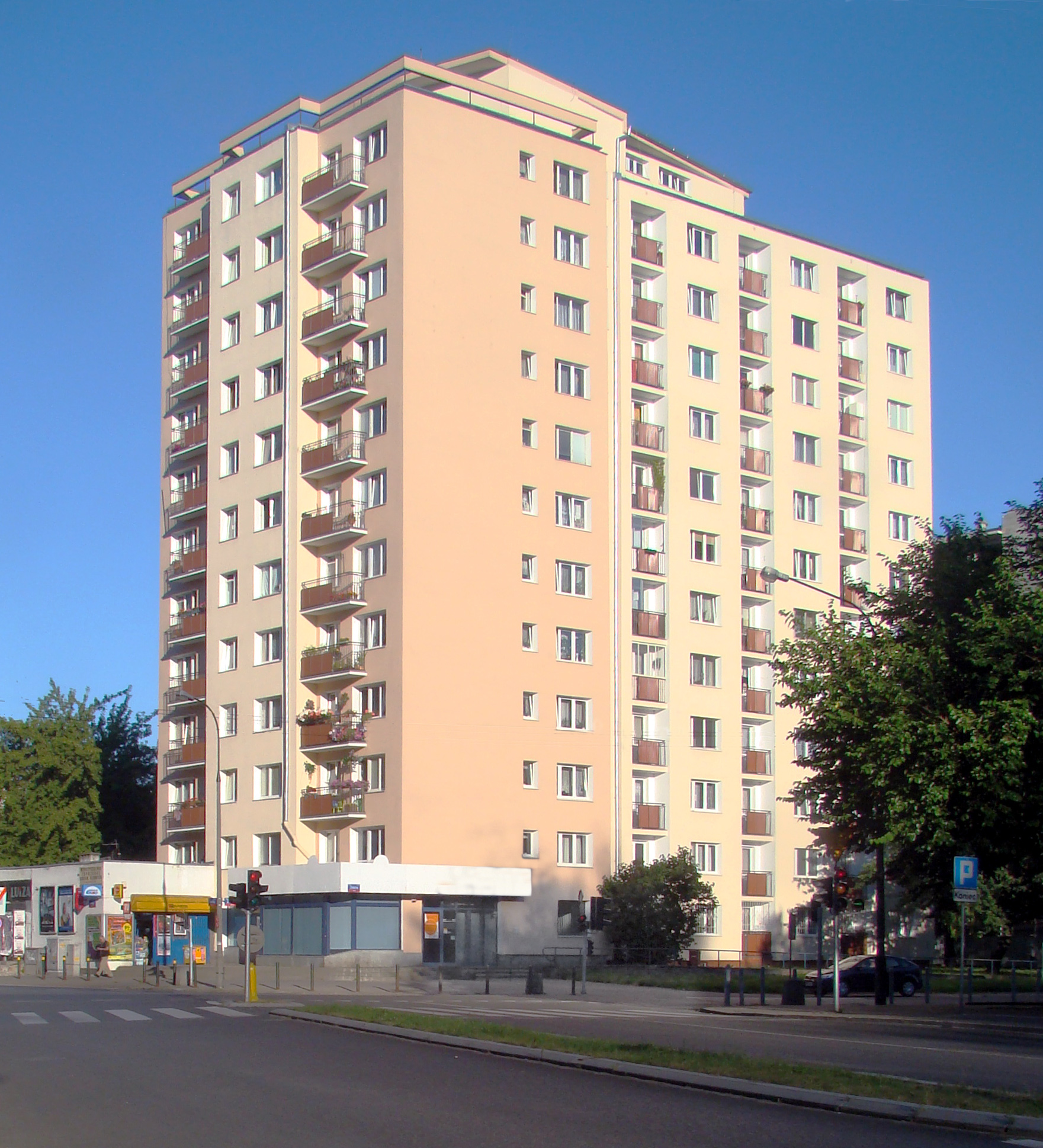
Um típico prédio de apartamentos socialista em Varsóvia representando o estilo do funcionalismo, construído devido à população cada vez maior e à alta taxa de natalidade da época

A população de judeus na Polônia, que formava a maior comunidade judaica na Europa pré-guerra, com cerca de 3,3 milhões de pessoas, foi praticamente destruída em 1945. Aproximadamente 3 milhões de judeus morreram de fome em guetos e campos de trabalho forçado, foram massacrados nos campos de extermínio nazistas ou pelos esquadrões da morte Einsatzgruppen. Entre 40.000 e 100.000 judeus polacos sobreviveram ao Holocausto na Polônia, e outros 50.000 a 170.000 foram repatriados da União Soviética, e 20.000 a 40.000 da Alemanha e de outros países. No auge do pós-guerra, havia 180.000 a 240.000 judeus na Polônia, estabelecidos principalmente em Varsóvia, Łódź, Cracóvia e Breslávia. 
De acordo com o censo nacional, realizado em 14 de fevereiro de 1946, a população da Polônia era de 23,9 milhões, dos quais 32% viviam em cidades e vilas e 68% viviam no campo. O censo de 1950 (3 de dezembro de 1950) mostrou que a população aumentou para 25 milhões, e o censo de 1960 (6 de dezembro de 1960) colocou a população da Polônia em 29,7 milhões.  Em 1950, Varsóvia era novamente a maior cidade, com uma população de 804.000 habitantes. Em segundo lugar ficou Łódź (pop. 620.000), depois Cracóvia (pop. 344.000), Poznań (pop. 321.000) e Wrocław (pop. 309.000).
As mulheres eram maioria no país. Em 1931, havia 105,6 mulheres para 100 homens. Em 1946, a diferença cresceu para 118,5/100, mas nos anos seguintes o número de homens cresceu e, em 1960, a proporção era de 106,7/100.
A maioria dos alemães foi expulsa da Polônia e dos territórios anexados da Alemanha Oriental no final da guerra, enquanto muitos ucranianos, rutenos e bielorrussos viviam em territórios incorporados à União Soviética. Pequenas minorias ucranianas, bielorrussas, eslovacas e lituanas residiam ao longo das fronteiras, e uma minoria alemã estava concentrada perto da cidade de Opole, no sudoeste, e na Masúria.  Grupos de ucranianos e rutenos polacos também viviam no oeste da Polônia, onde foram reassentados à força pelas autoridades.
Como resultado das migrações e da alteração radical das fronteiras da União Soviética sob o governo de Josef Stalin, a população da Polônia tornou-se uma das mais etnicamente homogéneas do mundo.  Praticamente todas as pessoas na Polônia reivindicam a nacionalidade polaca, sendo o polaco a sua língua nativa. 

## Militares

### Segunda Guerra Mundial

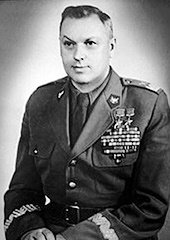
Konstantin Rokossovsky, retratado em uniforme polonês, foi Marechal da União Soviética e Marechal da Polônia até ser deposto durante o Outubro Polonês de 1956.

O Exército Popular Polonês (LWP) foi inicialmente formado durante a Segunda Guerra Mundial como a 1ª Divisão de Infantaria Polonesa Tadeusz Kościuszko, mas mais comumente conhecido como Exército Berling. Quase metade dos soldados e recrutas do Exército Popular Polaco eram soviéticos.  Em março de 1945, os oficiais do Exército Vermelho representavam aproximadamente 52% de todo o corpo (15.492 de 29.372). Cerca de 4.600 deles permaneceram em julho de 1946. 
Não foi a única formação polaca que lutou ao lado dos Aliados, nem a primeira no Leste - embora a primeira força polaca formada na URSS, o Exército de Anders, já se tivesse deslocado nessa altura para o Irã. As forças polonesas logo cresceram além da 1ª Divisão em dois comandos principais – o Primeiro Exército Polonês comandado por Zygmunt Berling,  e o Segundo Exército Polonês liderado por Karol Świerczewski. O Primeiro Exército Polonês participou da Ofensiva no Vistula–Oder e da Batalha de Kolberg (1945) antes de participar de sua ofensiva final com a Batalha de Berlim. 

### Depois da guerra
Após a Segunda Guerra Mundial, o exército polaco foi reorganizado em seis (mais tarde sete) distritos militares principais: o Distrito Militar de Varsóvia com sede em Varsóvia, o Distrito Militar de Lublin, o Distrito Militar de Cracóvia, o Distrito Militar de Łódź, o Distrito Militar de Poznań, o Distrito Militar da Pomerânia Distrito Militar com sede em Toruń e Distrito Militar da Silésia em Katowice. 

## Geografia

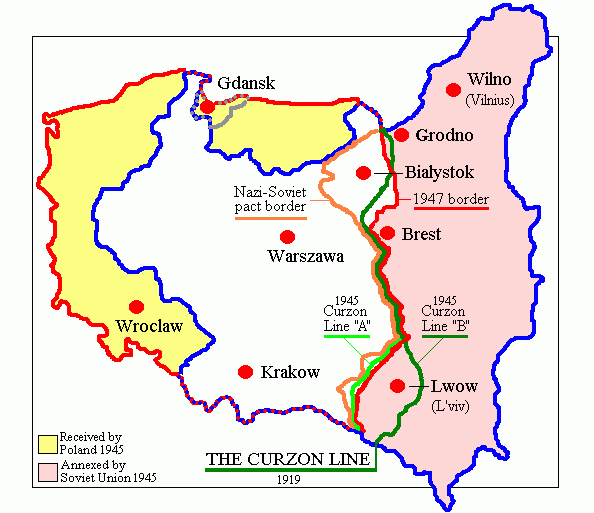
Antigas e novas fronteiras da Polônia, 1945

Geograficamente, a República Popular da Polônia fazia fronteira com o Mar Báltico ao Norte; a União Soviética (através da República Socialista Federativa Soviética da Rússia (Oblast de Kaliningrado), República Socialista Soviética da Lituânia, República Socialista Soviética da Bielorrússia e República Socialista Soviética da Ucrânia) a leste; Tchecoslováquia ao sul e Alemanha Oriental a oeste. Após a Segunda Guerra Mundial, as fronteiras da Polônia foram redesenhadas, na sequência da decisão tomada na Conferência de Teerã de 1943, por insistência da União Soviética. A Polônia perdeu 77.000km2 de território em suas regiões orientais (Kresy), ganhando em vez disso os chamados "Territórios Recuperados" menores, mas muito mais industrializados (embora arruinados), a leste da linha Oder-Neisse. 

## Administração
A República Popular Polaca foi dividida em várias voivodias (a unidade polaca de divisão administrativa). Após a Segunda Guerra Mundial, as novas divisões administrativas basearam-se nas anteriores à guerra. As áreas do Leste que não foram anexadas pela União Soviética tiveram as suas fronteiras quase inalteradas. Os territórios recém adquiridos no oeste e no norte foram organizados nas voivodias de Estetino, Breslávia, Olsztyn e parcialmente unidos às voivodias de Gdańsk, Katowice e Poznań. Duas cidades receberam o status de voivodia: Varsóvia e Łódź. 
Em 1950, novas voivodias foram criadas: Koszalin - anteriormente parte de Estetino, Opole - anteriormente parte de Katowice, e Zielona Góra - anteriormente parte das voivodias de Poznań, Breslávia e Estetino. Além disso, três outras cidades receberam o status de voivodia: Breslávia, Cracóvia e Poznań. 
Em 1973, as voivodias da Polônia foram novamente alteradas. Esta reorganização da divisão administrativa da Polônia foi principalmente resultado das leis de reforma do governo local de 1973 a 1975. No lugar da divisão administrativa em três níveis (voivodia, condado, comuna), foi introduzida uma nova divisão administrativa em dois níveis (49 pequenas voivodias e comunas). As três menores voivodias: Varsóvia, Cracóvia e Łódź tinham um status especial de voivodia municipal; o prefeito da cidade (prezydent miasta) também era governador da província. 

#### Queda do comunismo e Solidarność
- Ascherson, N. (1982). The Polish August: The Self-Limiting Revolution. New York: Penguin Books.
- Bloom, J. M. (2014). Political Opportunity Structure, Contentious Social Movements, and State-Based Organizations: The Fight Against Solidarity Inside the Polish United Workers Party. Social Science History, 38(3–4), 359–88.
- Braun, K. (1993). The Underground Theater in Poland under Martial Law during the Last Years of Communism (1981–1989). The Polish Review, 38(2), 159–86.
- Garton Ash, T. (1990). The Magic Lantern: The Revolution of ’89 Witnessed in Warsaw, Budapest, Berlin and Prague. New York: Random House.
- Garton Ash, T. (2002). The Polish Revolution: Solidarity (3rd ed.). New Haven: Yale University Press.
- Gompert, D. C., Binnendijk, H., & Lin, B. (2014). The Soviet Decision Not to Invade Poland, 1981. In Blinders, Blunders, and Wars: What America and China Can Learn (pp. 139–50). Rand Corporation.
- Hayden, J. (2012). Poles Apart: Solidarity and the New Poland. London: Routledge.
- Kamiński, B. (2016). The Collapse of State Socialism: The Case of Poland (Princeton Legacy Library). Princeton: Princeton University Press.
- Kubik, J. (1994). The Power of Symbols Against the Symbols of Power: The Rise of Solidarity and the Fall of State Socialism in Poland. Philadelphia: Pennsylvania State University Press.
- Laba, R. (2016). The Roots of Solidarity: A Political Sociology of Poland’s Working-Class Democratization (Princeton Legacy Library). Princeton: Princeton University Press.
- Lipski, J. J. (2022). KOR: A History of the Workers’ Defense Committee in Poland 1976–1981 (O. Amsterdam & G. M. Moore, Trans.). Berkeley: University of California Press.
- Mastny, V. (1999). The Soviet Non-Invasion of Poland in 1980–1981 and the End of the Cold War. Europe-Asia Studies, 51(2), 189–211.
- Raina, P. (1985). Poland 1981: Towards Social Renewal. New York: Unwin Hyman/HarperCollins.